# Abbatiale Saint-Robert de La Chaise-Dieu
L'église abbatiale Saint-Robert est un édifice catholique qui se dresse sur le territoire de la commune française de La Chaise-Dieu, dans le  département de la Haute-Loire en région Auvergne-Rhône-Alpes.
L'église abbatiale est classée aux monuments historiques.

## Localisation
L'église abbatiale Saint-Robert est située sur le territoire de la commune de La Chaise-Dieu, dans le département français de la Haute-Loire.

## Historique
L'abbaye de La Chaise-Dieu a été fondée en 1043 par Robert de Turlande, chanoine de Brioude et fils d'un conte d'Aurillac. A sa mort en 1068 l'abbaye comptait 300 moines environ. 
En 1342, un ancien moine de la Chaise-Dieu, Pierre Roger de Beaufort devient pape sous le nom de Clément VI. Dès sa nomination, il décide de faire reconstruire plus vaste et plus belle l'ancienne église romane de ses jeunes années et d'y établir son tombeau. Le 3 mai 1344, Clément VI annonce sa décision de reconstruire  l'abbatiale. Il en est l'unique décideur. Le creusement des nouvelles fondations et le nivellement de la plateforme sont lancés dès 1344, la réalisation du gros œuvre de l'église aux dimensions importantes (75 mètres de long sur 24 mètres de large) est achevée en six ans à peine, le 25 septembre 1350 d'après les comptes du chantier. La nouvelle abbatiale est construite autour de l'église romane dont la nef est démolie d'ouest en est en 1347 et le chœur en 1349. l'architecte d'exécution était Hugues Morel, qui venait du Puy, assisté d'un maître-lapicide, Pierre Salciat. Pierre Salciat a remplacé Hugues Morel à la direction du chantier à partir de 1347. L'interlocuteur privilégié du pape est Pierre de Cébazat, maître d'œuvre de la cathédrale de Clermont, sans qu'on sache s'il a été le concepteur de l'abbatiale. Pierre de Cébazat et Pierre Salciat se rendent à Avignon en 1349 pour présenter au pape des dessins de l'abbatiale et de son portail occidental.
Plus grande, plus vaste, cette nouvelle abbatiale réalisée en granit gris du pays est de style gothique. Elle appartient à la période du gothique rayonnant, dont elle incarne une version marquée par une grande austérité. Elle est souvent considérée comme une œuvre du gothique méridional, même si son importance dépasse en réalité largement ce cadre régional.
En 1562, elle subit d'importants dégâts lors du passage de huguenots révoltés. Au XVIIe siècle, l'abbé Hyacinthe Serroni y fit construire un orgue, qui fut amélioré au début du XVIIIe siècle.
L'ensemble a été restauré par Michel Garnier de 1990 à 1995.

## Description
L'abbatiale est une rares églises françaises à abriter un jubé encore situé son emplacement d'origine. Celui-ci a toutefois été rabaissé d'un peu plus de 1 m afin de ne pas isoler accoustiquement l'orgue du reste de l'église. Elle abrite une des danses macabres subsistant en France, peinture murale datée entre 1425 et 1440.
Les voutes de la nef sont en arc surbaissé. Les collatéraux atteignent la même hauteur que le vaisseau central. L'absence de chapiteau à la naissance des voutes octroie une accoustique particulière à l'ensemble de l'église.

## Intérieur de l'abbatiale

### La danse macabre
Dans le bas-côté gauche du chœur se trouve une peinture murale de la danse macabre  réalisée sur trois panneaux. D'une longueur totale de 26 mètres, cette fresque a été faite au XVe siècle probablement au cours ou à la fin d'une épidémie de peste noire. Les personnages représentés sont des religieux ou des laïcs, en alternance desquels figure la mort peinte sous la forme non pas d'un squelette, mais d'un personnage avec la peau sur les os appelé transi.
Chaque panneau est consacré à une catégories de personnages : les puissants , les bourgeois et les gens du peuple tous égaux devant la mort. Sur chacun on trouve de gauche à droite, les personnages suivants:

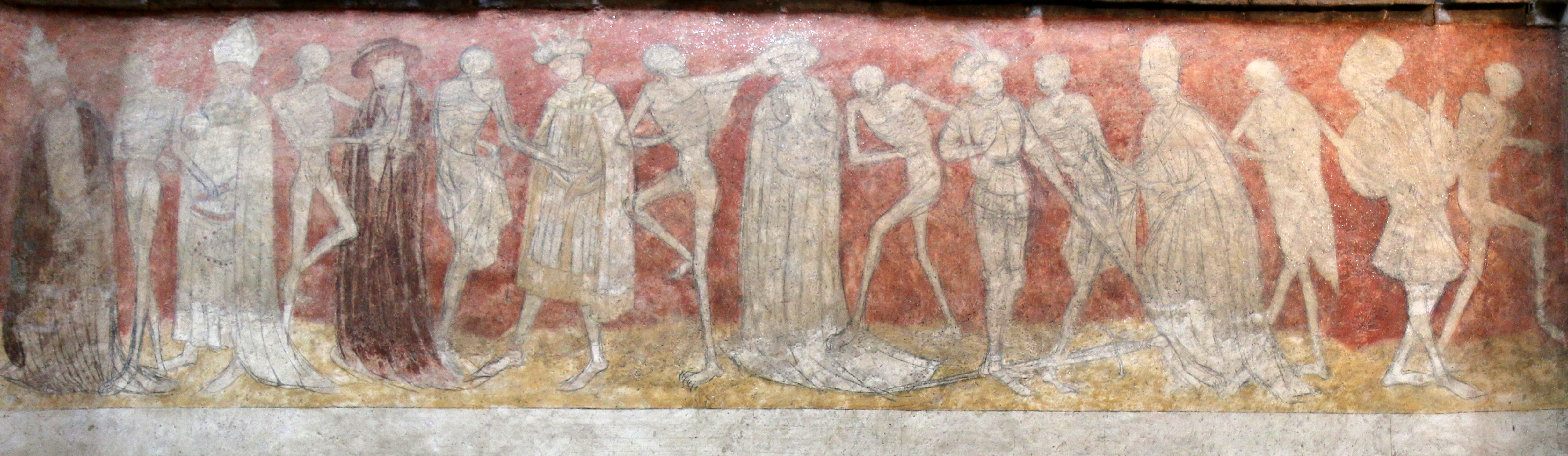

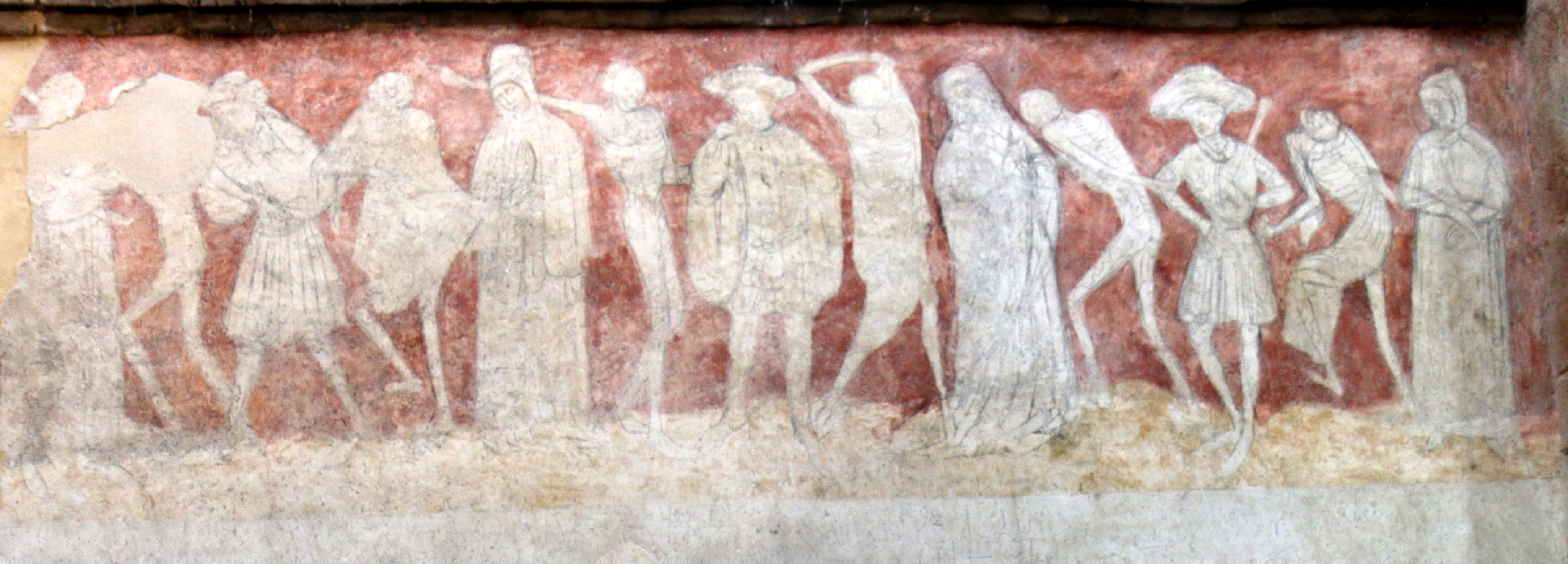

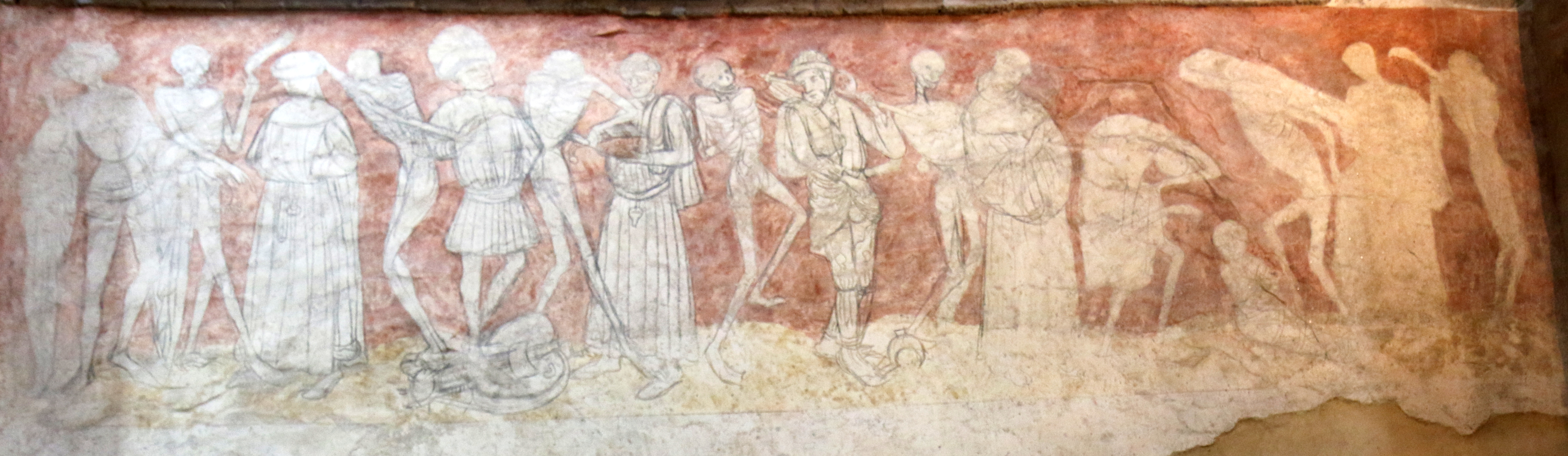

| Le Pape avec sa tiare | L'empereur | Un cardinal avec son chapeau et sa robe rouge | Un roi | Le légat du pape | Un connétable, son épée à ses pieds | Un abbé mitré qui a donc rang d'évêque | Un chevalier |

| Un bénédictin | Un bourgeois | Un chanoine | Un marchand somptueusement vêtu | Une moniale bénédictine, seule femme représentée | Un sergent royal avec un chapeau à large bord et une verge sur l'épaule | Un chartreux : ce personnage a été repris par l'artiste : on peut distinguer deux personnages superposés, l'un aux mains jointes, l'autre avec les mains sur la ceinture. |

| Un élégant damoiseau | Un docteur en Sorbonne aveuglé par son bonnet trop enfoncé sur sa tête | Un ménestrel avec une vielle à ses pieds | Un clerc théologien | Un paysan avec sa bêche sur l'épaule et une faucille à ses pieds | Un moine | Un enfant : la mort a honte et se voile la face, mais fait son œuvre | Un frère lai |

### L'orgue

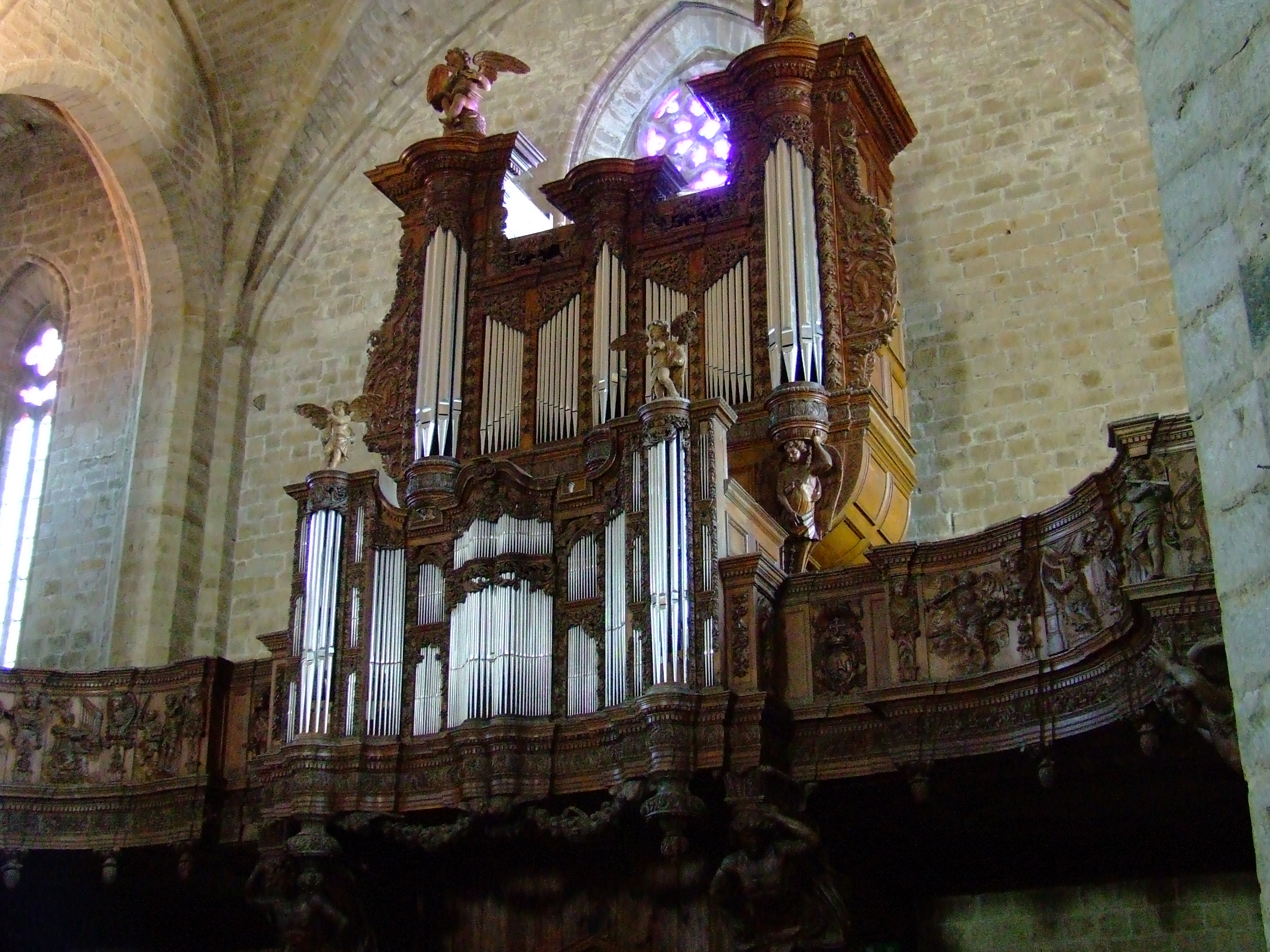
Vue d'ensemble.

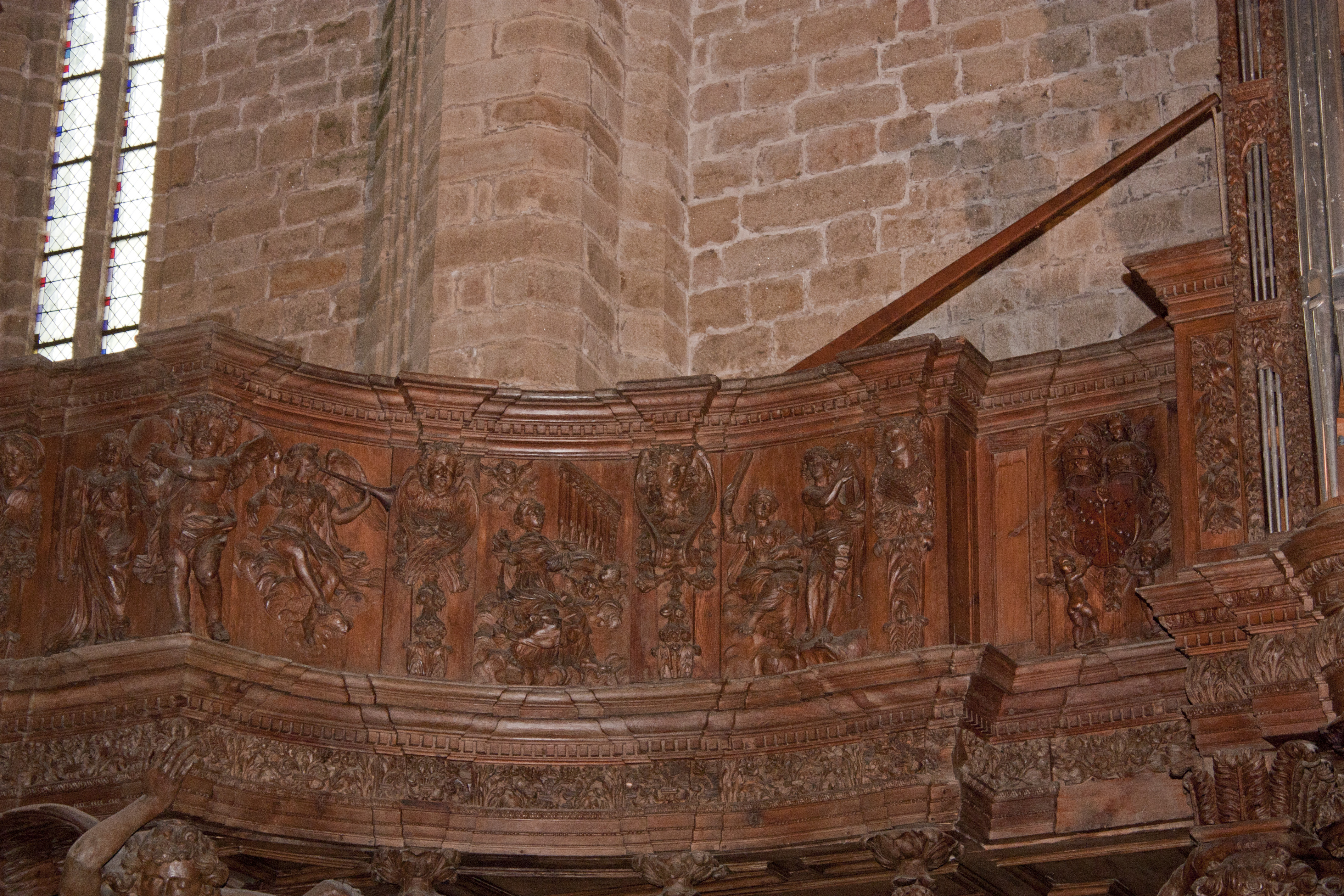
Détail de la tribune, avec sainte Cécile jouant de l'orgue.

L'orgue a la particularité d'être composé de deux buffets construits séparément et de styles différents.
En 1683 ont été réalisés la tribune et le petit buffet considéré à présent comme le buffet du positif. Le sculpteur est Jean Cox (né à Anvers vers 1653 et décédé en 1723 à Nantes), élève de Mathieu van Beveren et reçu maître à Clermont. La tribune, située au-dessus de l'entrée principale et supportée par quatre atlantes occupe toute la largeur de la nef. Elle ainsi que sa balustrade et le buffet d'orgue de même origine sont richement sculptés. Cet ensemble avait été commandé par Hyacinthe Serroni, qui était abbé commendataire de La Chaise-Dieu. Mais l'orgue n'a pas été terminé.
Les travaux furent repris en 1726 par le facteur Marin Carouge qui installa un nouvel instrument dans un buffet acheté d'occasion et installé derrière le premier et constituant ainsi le Grand-Orgue. Ce buffet est moins travaillé que le premier, et d'un style différent.
Peu utilisé après la Révolution, au cours de laquelle, à tout le moins, les buffets n'ont pas été trop vandalisés, l'instrument se dégrade petit à petit, et différents projets de restauration n'aboutissent pas jusqu'à l'intervention en 1966 de György Cziffra qui fonde le festival de musique de La Chaise-Dieu, permettant la renaissance de l'intérêt pour l'orgue. Ce dernier est classé au titre objet aux monuments historiques en 1903, pour sa tribune et son buffet, puis en 1970, pour la partie instrumentale. Il a été restauré une première fois dans les années 1970 et de façon plus aboutie dans les années 1990.
Il possède à présent quarante jeux sur quatre claviers manuels et pédalier à la française, configuration de l'instrument de Marin Carouge, les transmissions sont mécaniques, et le vent assuré par quatre soufflets cunéiformes. L'harmonisation est au La = 396 Hz.
Cet orgue est très adapté à interprétation de la musique française du Grand Siècle, ayant d'ailleurs servi pour de nombreux enregistrements par des organistes de renom.
Composition
| Positif de dos 48 notes |
| Montre 8'               |
| Dessus de Flûte 8'      |
| Bourdon 8'              |
| Prestant 4'             |
| Flûte à cheminée 4'     |
| Nazard 2 2/3'           |
| Doublette 2'            |
| Tierce 1 3/5'           |
| Larigot 1 1/3'          |
| Cornet III              |
| Plein-Jeu V             |
| Trompette 8'            |
| Cromorne 8'             |
| Voix humaine 8'         |
| Clairon 4'              |

| Grand-orgue 48 notes |
| Bourdon 16'          |
| Montre 8'            |
| Bourdon 8'           |
| Prestant 4'          |
| Flûte à cheminée 4'  |
| Grosse Tierce 3 1/5' |
| Nazard 2 2/3'        |
| Doublette 2'         |
| Quarte 2'            |
| Tierce 1 3/5'        |
| Cornet V             |
| Fourniture IV        |
| Cymbale III          |
| 1re Trompette 8'     |
| 2e Trompette 8'      |
| Clairon 4'           |

| Récit 25 notes |
| Cornet V       |
| Trompette 8'   |

| Écho 32 notes |
| Flûte 8'      |
| Prestant 4'   |
| Cromorne 8'   |
| Cornet III    |

| Pédale 31 notes |
| Flûte 8'        |
| Trompette 12'   |
| Clairon 6'      |

### Salle de l'écho
Cette salle couverte d'une voûte d'arêtes présente une singularité acoustique. En effet une personne qui chuchote dans un angle de cette pièce est entendu très distinctement par une autre personne placée dans l'angle de la diagonale opposé du carré de la pièce. Il en est de même pour l'autre diagonale. On a supposé à tort que l'usage de cette pièce était réservé aux moines pour confesser les lépreux sans être à proximité du malade et sans que personne entende la confession.

### Les tapisseries
Les tapisseries de la Chaise-Dieu, actuellement exposées dans la chapelle Notre-Dame, sont composées de deux ensembles distincts: d'une part deux tapisseries de forme carrée figurant l'une la Nativité et l'autre la Résurrection et d'autre part douze tentures d'une longueur variable de 6 à 8 mètres de long. Commandées en leurs temps par le dernier abbé régulier de la Chaise-Dieu Jacques de Saint-Nectaire (1461-1518), ces tapisseries forment un ensemble remarquable classé Monument Historique dès la première liste en 1840
Initialement destinées à être exposées que pour un temps limité lors d'un évènement exceptionnel, ces tapisseries ont été ensuite dès 1927 accrochées en permanence au dessus des stalles de l'abbaye. Elles ont alors souffert de l'humidité, de l'exposition à la lumière, de l'empoussièrement et d'un effondrement de la structure des fibres. La commune de la Chaise-Dieu a donc décidé en 2013 de confier leur restauration aux ateliers Chevalier à Colombes. Un long travail de nettoyage et de restauration fut nécessaire ainsi qu'un doublage des tapisseries afin qu'elles puissent être à nouveau accrochées. Elles sont de nouveau exposées depuis 2019.
Ces tapisseries ont de nombreuses sources iconographiques extraites principalement de la Biblia pauperum (Bible des pauvres). Elles mettent en scène un épisode de la vie du Christ et (ou) de la Vierge. Chaque scène est composée d'un triptyque avec une  partie centrale représentant un épisode du Nouveau Testament encadrée par deux autres de l'Ancien Testament. Ce procédé est utilisé pour montrer que l'Ancien Testament annonce la venue du Christ.

#### Tapisserie 1

Tapisserie 1
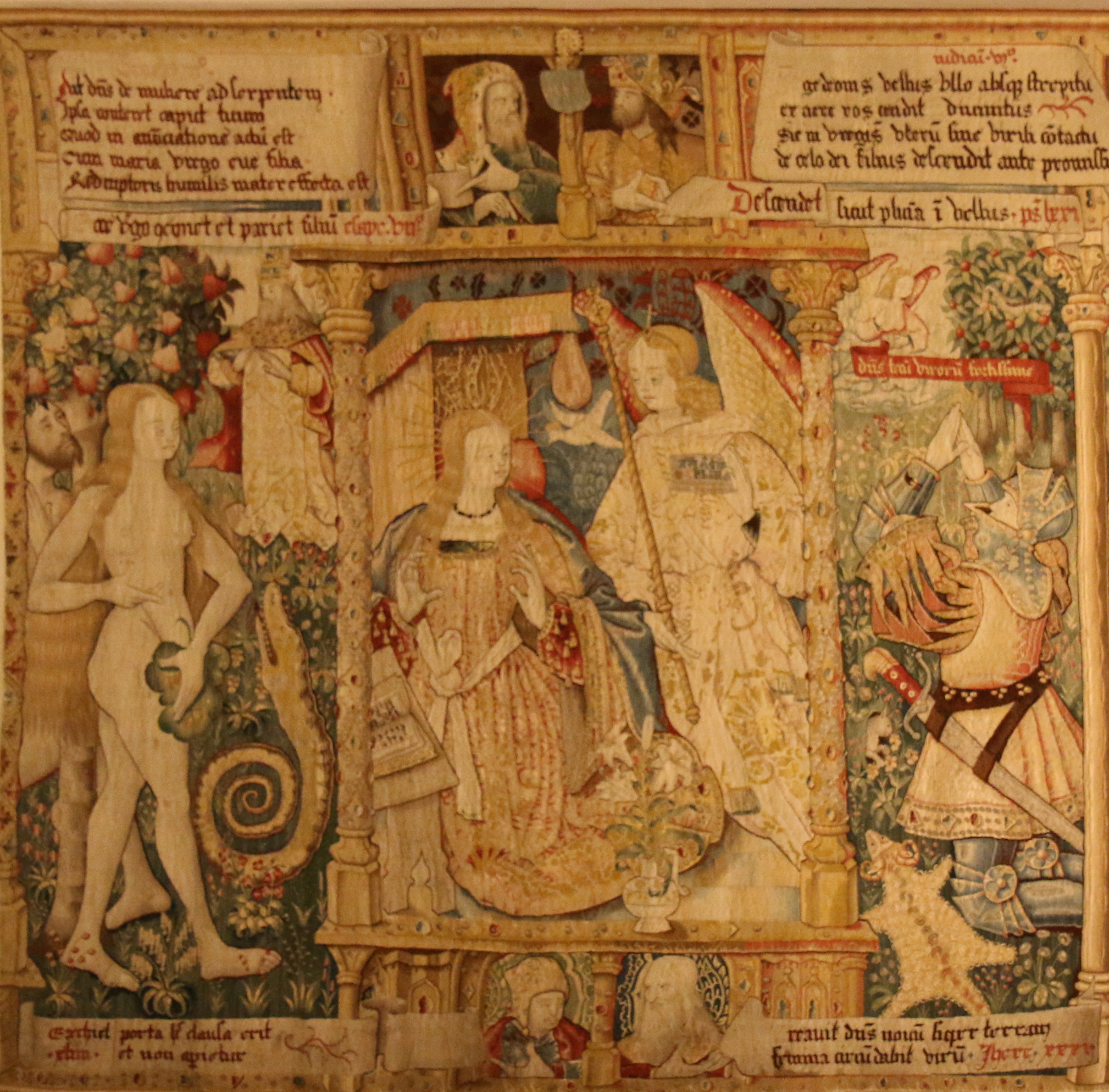
L'Annonciation.
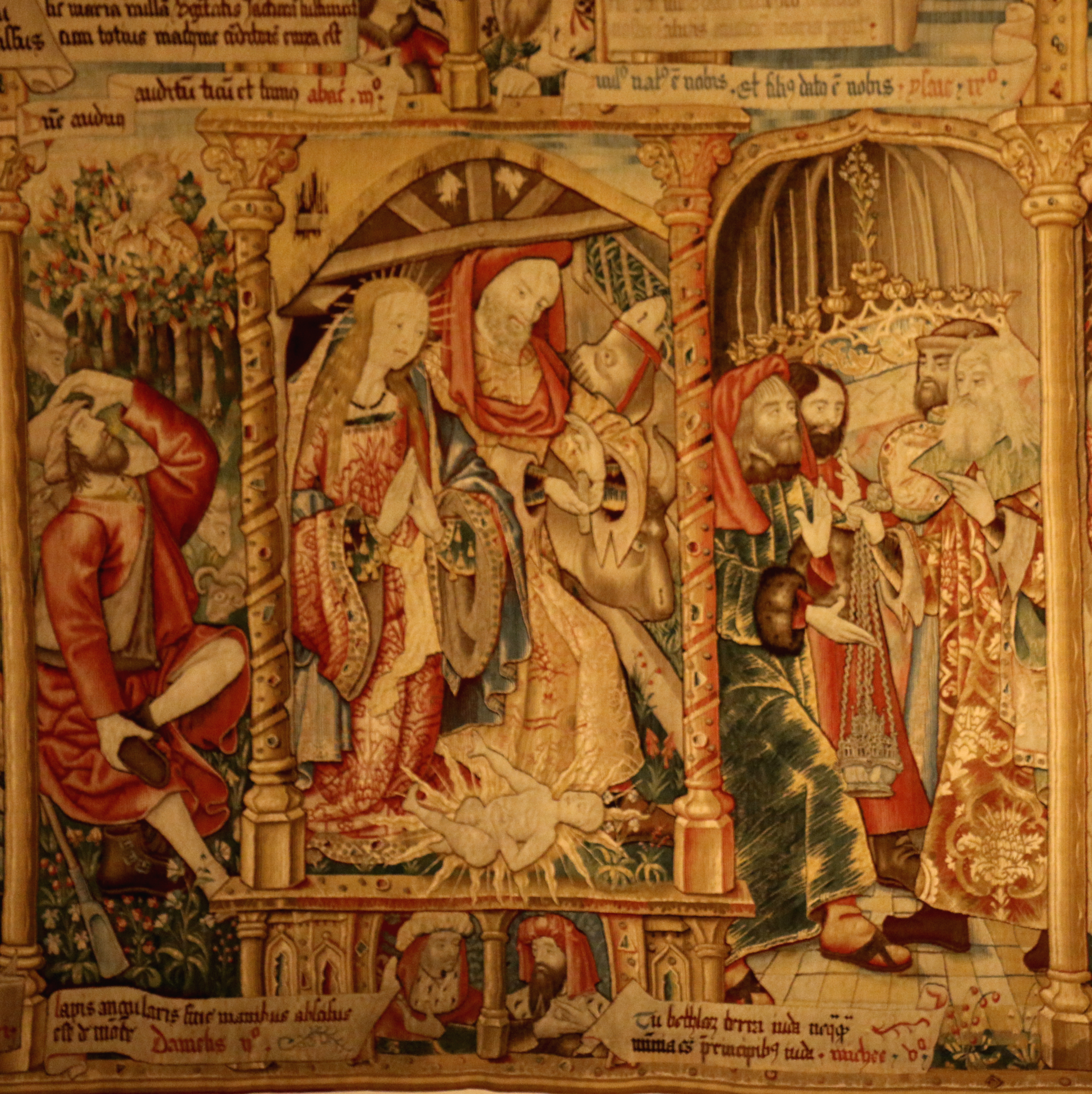
La Nativité
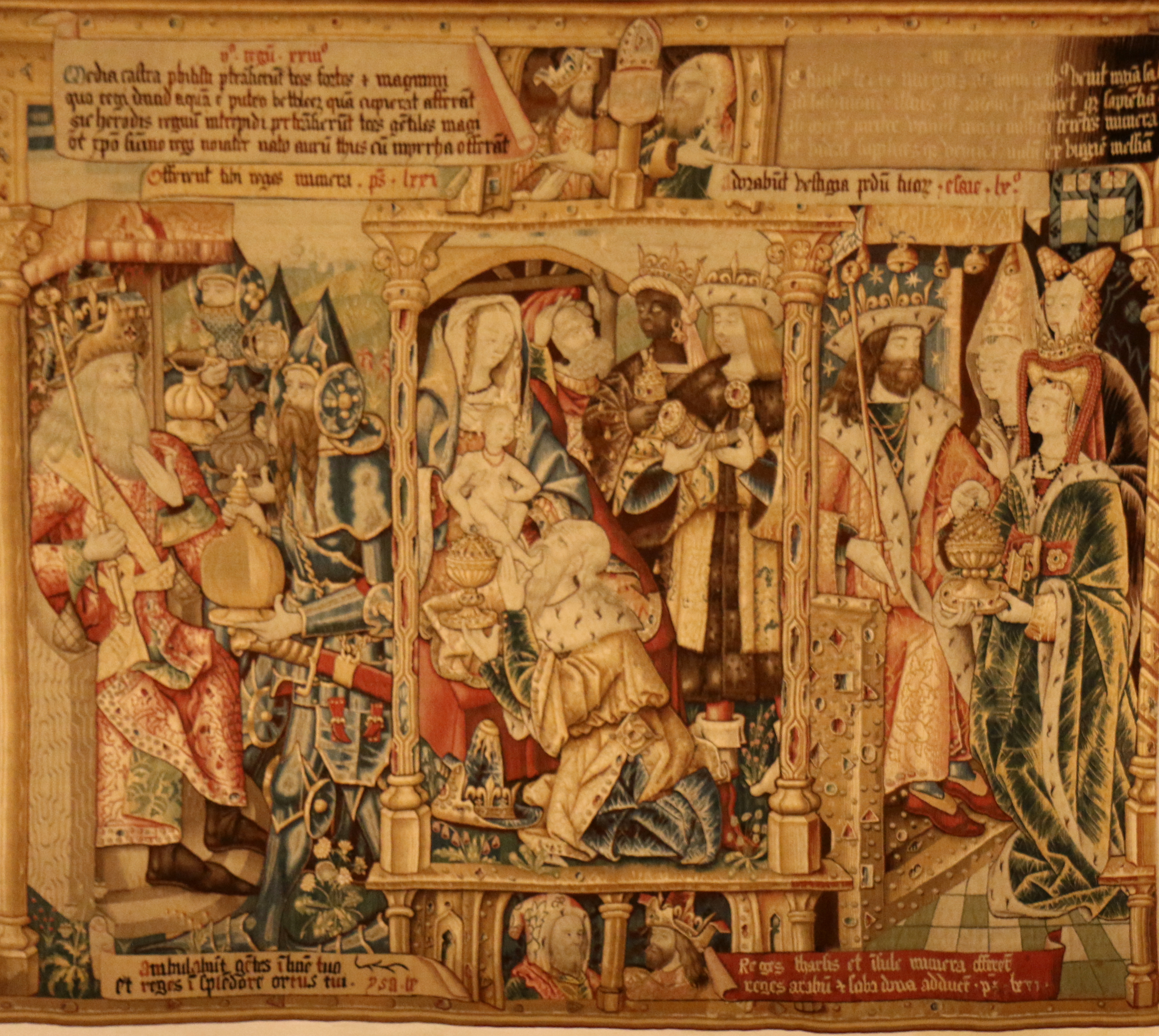
L'adoration des mages

Cette tapisserie comporte trois scènes qui sont de gauche à droite : l' Annonciation, la Nativité et l' adoration des rois mages.
- L' Annonciation : Au centre l' ange Gabriel  annonce à la Vierge qu'elle sera bientôt mère de Jésus. À gauche Dieu annonce leur destin respectif à Adam, à Ève et au serpent (« Génèse, 3, 14 »). À droite Gédéon est représenté par un chevalier qui a déposé à ses pieds une peau de mouton pour recueillie la rosée (« Juges, 6, 37 »)..
- La Nativité : le couple Marie et Joseph contemple le nouveau né étendu sur la paille. À gauche Moïse regarde un buisson en train de bruler sans se consumer, signe de l'appel de Dieu(« Exode, 3, 2 »). À droite Moïse donne l'encensoir à Gédéon (« Nombres, 17, 11 »).
- L' adoration des rois mages : Au centre les rois mages dont un est noir, déposent l'or, l'encens et la myrrhe comme offrandes. Ǎ gauche trois guerriers offrent de l'eau de Bethléem à David(« Samuel 2, 23, 16 »). À droite la Reine de Saba offre de somptueux présents à Salomon (« Rois, 10, 2 »)

#### Tapisserie 2

Tapisserie 2
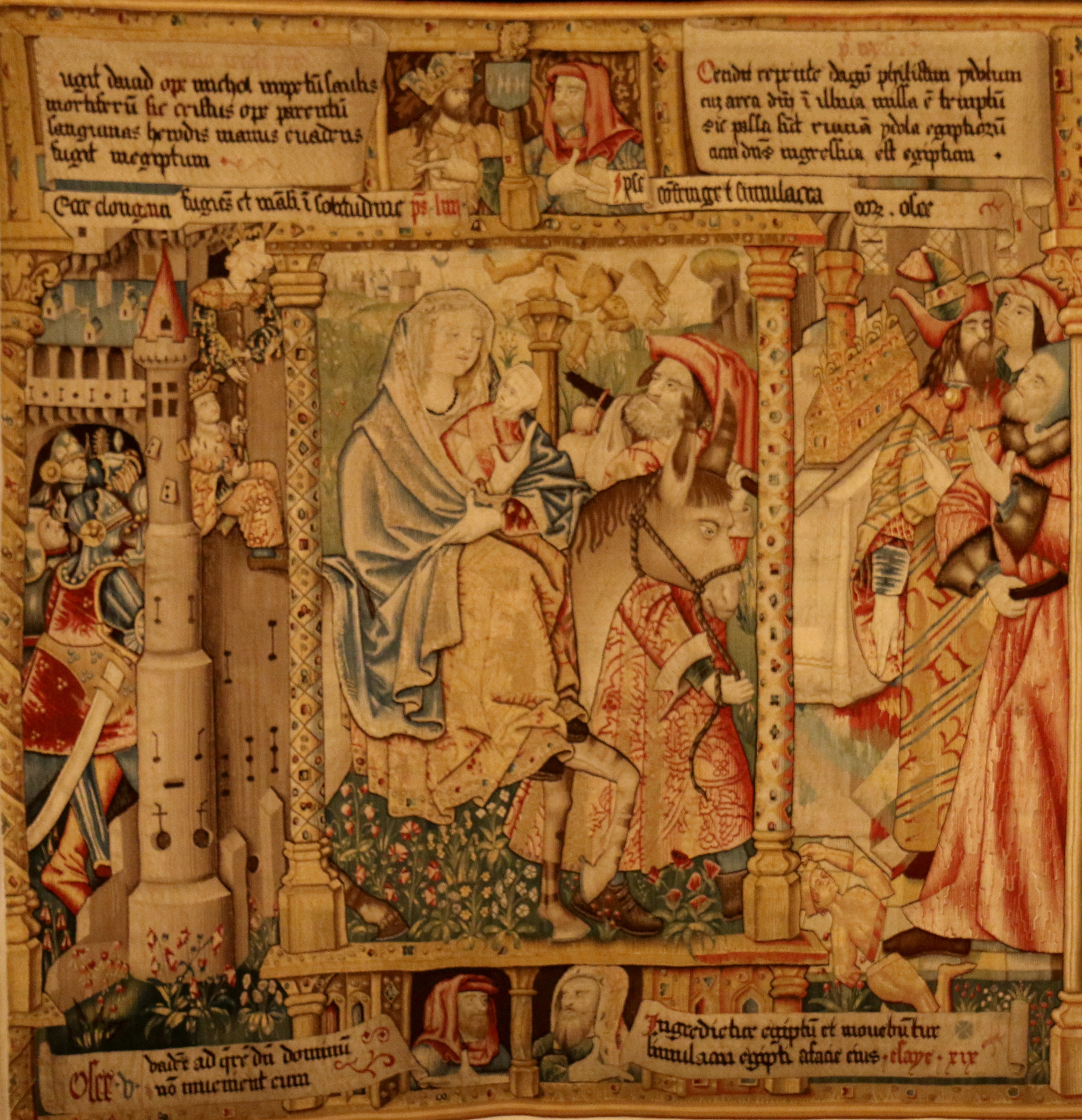
La Fuite en Égypte.
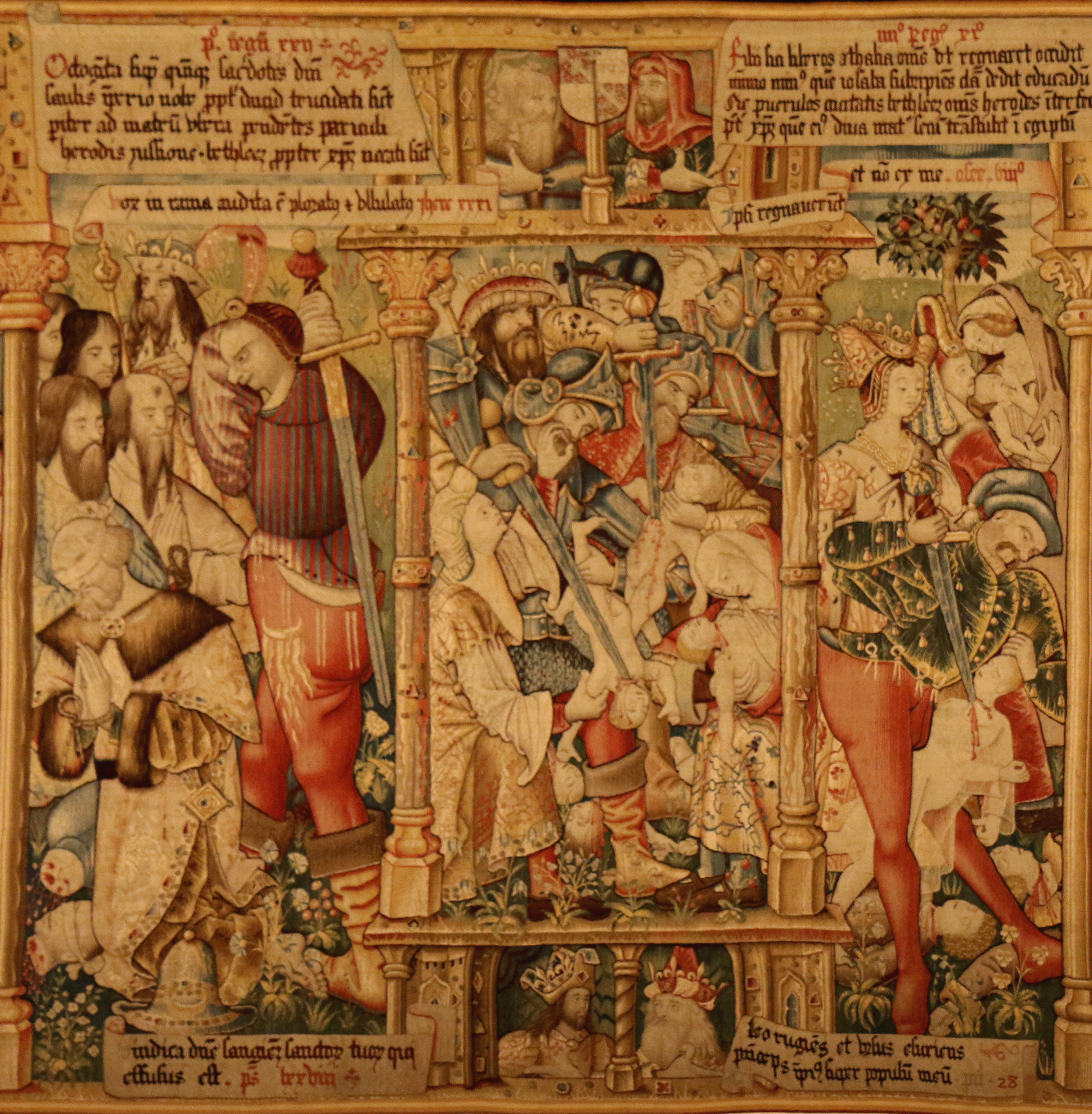
Le Massacre des Innocents
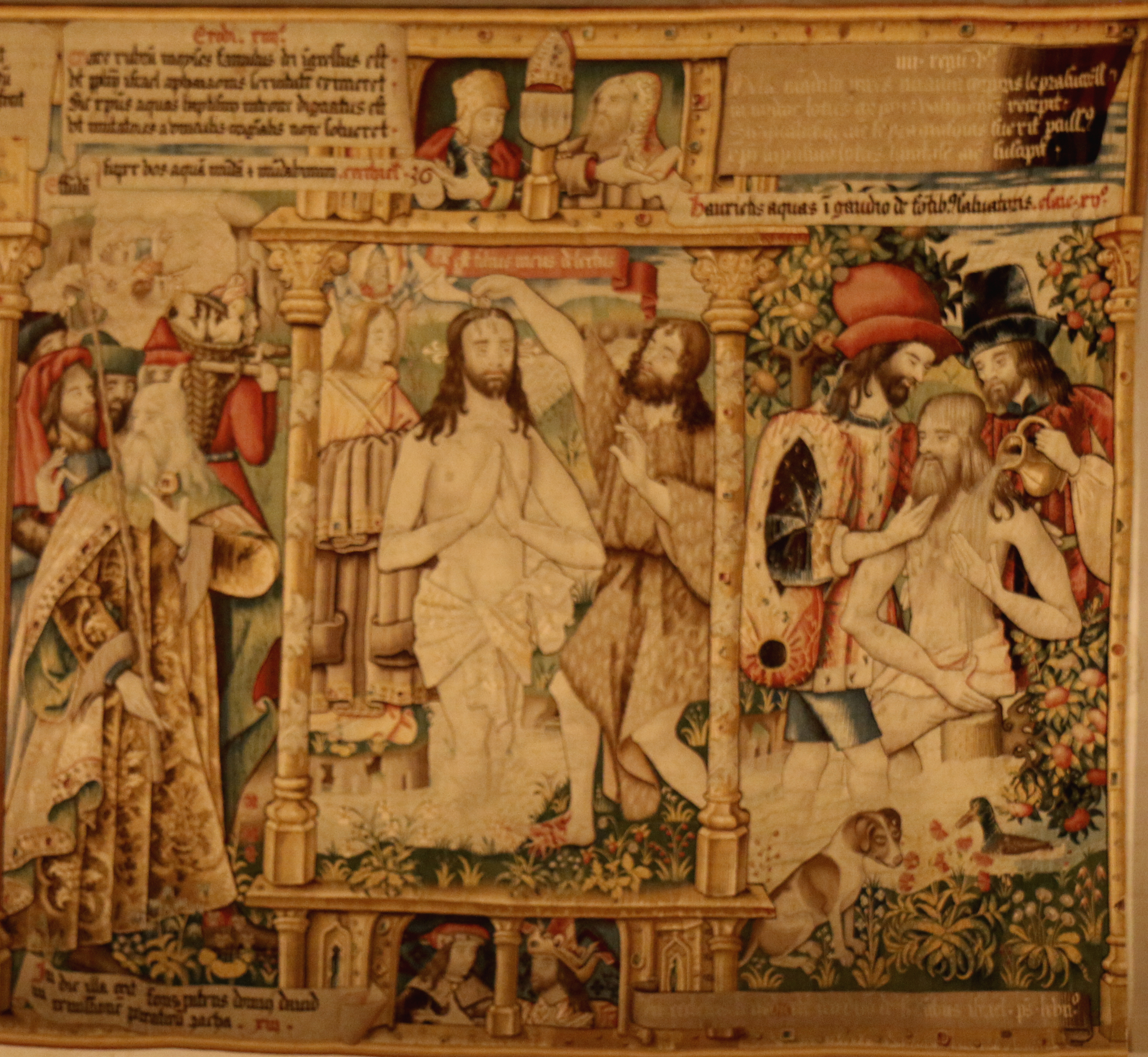
Le baptême du Christ

Cette tapisserie présente trois scènes qui sont : la Fuite en Égypte, le Massacre des Innocents et le Baptême du Christ.
- La fuite en Égypte : Au centre la Vierge Marie est représentée tenant son enfant dans les bras et assise sur un âne dont Joseph tient la bride. À gauche de cette représentation, David est figuré en train de s'échapper de ses poursuivants en sautant d'une fenêtre grâce à l'aide de Mikal (« Samuel 1, 19, 12 »). À droite la statue de Dagon est représentée tombée de son piédestal devant l'arche de Yaveh (« Samuel 1, 5, 3 »).
- Le Massacre des Innocents : Au centre des soldats tuent des enfants sur l'ordre d'Hérode figuré en haut et à gauche de scène, car ce roi craiant l'avènement d'un roi des Juifs. À gauche quatre vingt cinq prêtres sont massacrés à Nob sur ordre de Saül (« Samuel 1, 22, 18 »). À droite Athalie fait tuer toute le descendance royale (« Rois 2, 11, 1 »).
- Le Baptême du Christ : Au centre le Christ est baptisé par Saint Jean Baptiste. À gauche Moïse franchit la mer rouge  (« Exode, 14, 21 »). À droite Naaman, atteint de la lèpre, se baigne dans le jourdain pour retrouver la santé (« Rois 2, 5, 14 »).

#### Tapisserie 3

Tapisserie 3
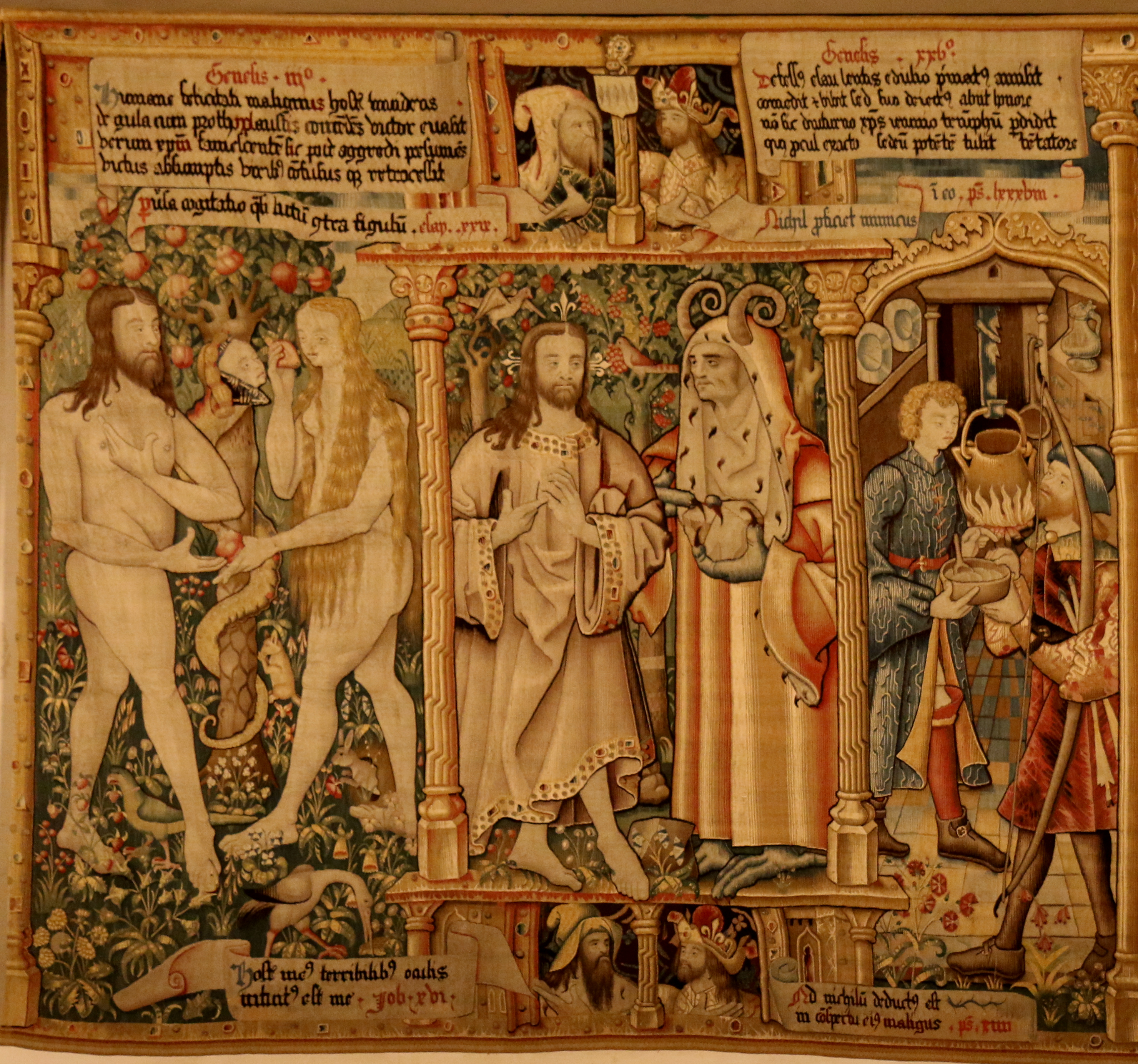
La Tentation du Christ.
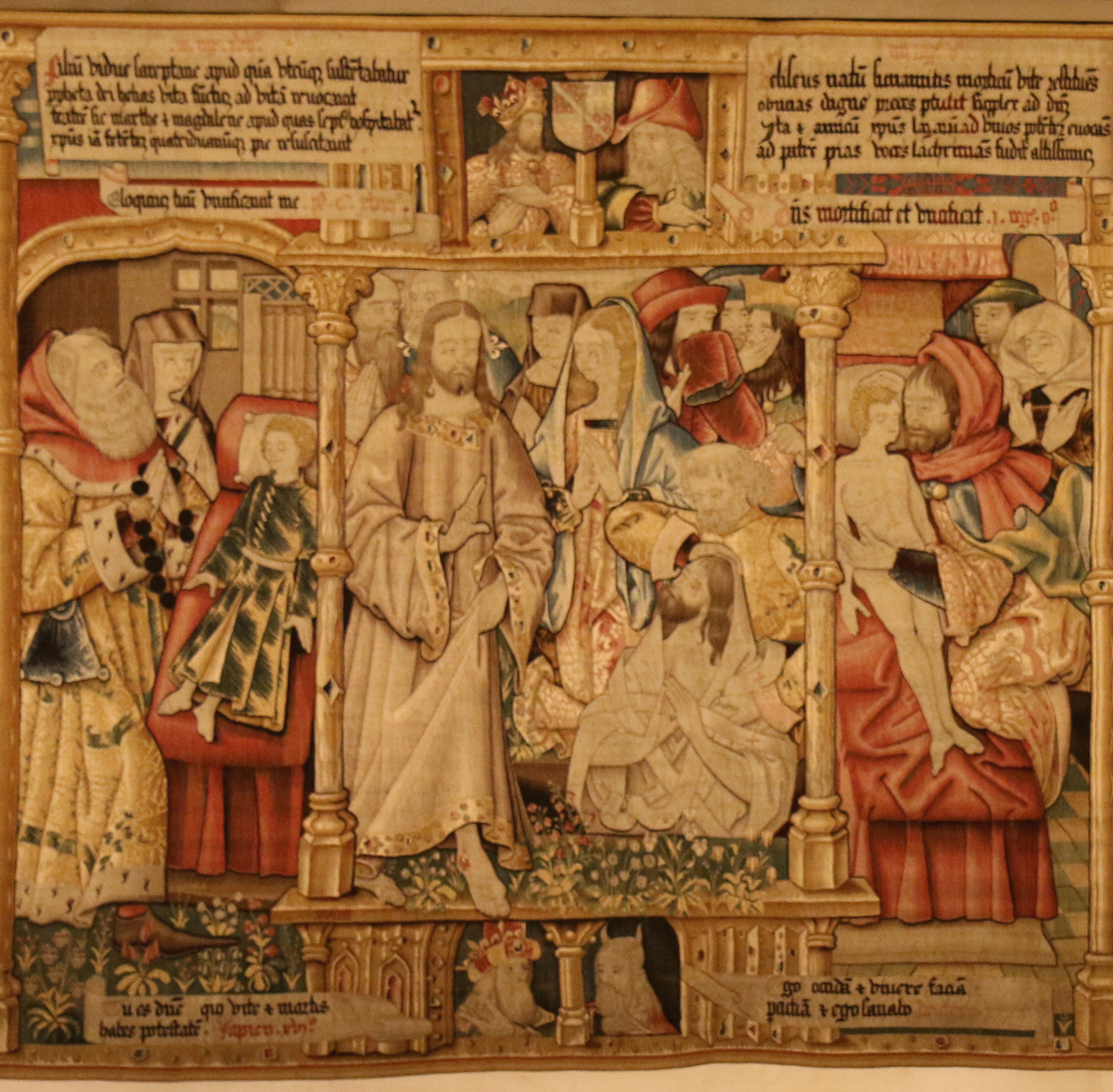
La Résurrection de Lazare
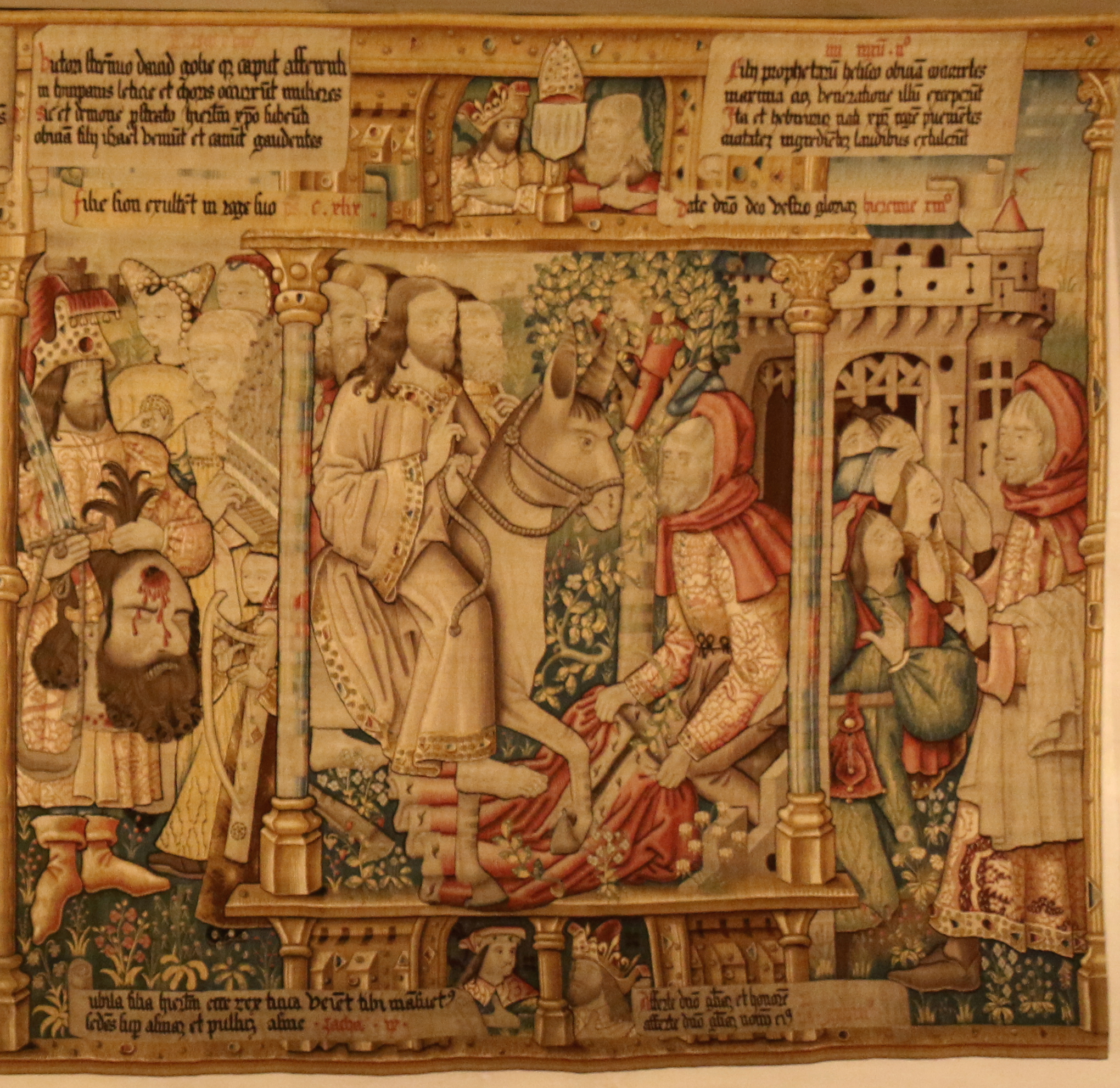
L' entrée de Jésus à Jérusalem

Cette tapisserie présente trois scènes qui sont : La Tentation du Christ au désert, la Résurrection de Lazare et L' Entrée de Jésus à Jérusalem.
- La tentation du Christ : Le diable est représenté sous la forme d'un personnage avec des cornes semblables à celles d'un bélier. Avec ses mains en forme de griffes il tend à Jésus un caillou pour le changer en pain afin de stopper son jeûne. Le Christ répond : « Ce n'est pas de pain seul que vivra l'homme ». Le Christ sort victorieux de ce face à face, contrairement aux deux autres scènes de l'Ancien Testament placées de part et d'autre de celle-ci et qui sont ; à gauche Adam et Ève qui succombent à la tentation (« Genèse, 3, 16 ») et à droite Ésaü qui cède son droit d'ainesse pour un plat de lentilles(« Genèse, 25, 29 »).
- La Résurrection de Lazare : La scène centrale représente Jésus qui vient de ressusciter Lazare mort depuis quatre jours et qui a été mis au tombeau ; un personnage lui enlève les bandelettes qui lui liaient les pieds et les mains. Marthe et Marie sont près de Jésus. À gauche de cette scène est représenté Élie qui fait revenir à la vie les fils d'une veuve chez qui il s'était invité et qui est figurée à ses cotés (« Rois 1,17, 21 »). À droite Élisée ressuscite le fils de la Sumanite (« Rois 2, 31, 14 »).
- L' Entrée de Jésus à Jérusalem : au centre de la tapisserie, Jésus assis sur un âne, symbole de l'humilité et de la paix alors que le cheval représente le luxe et la violence, entre dans Jérusalem. Un personnage richement vêtu étend son splendide manteau sur le passage de Jésus accueilli triomphalement. À gauche David victorieux apporte la tête de Goliath sur laquelle la blessure de la pierre de la fronde est très visible. Les femmes accourent d(instruments de musique (« Samuel 1, 18, 6 »). À droite les fils des prophètes accourent pour accueillir Élisée (« Rois 2, 2, 15 »)..

#### Tapisserie 4

Tapisserie 4
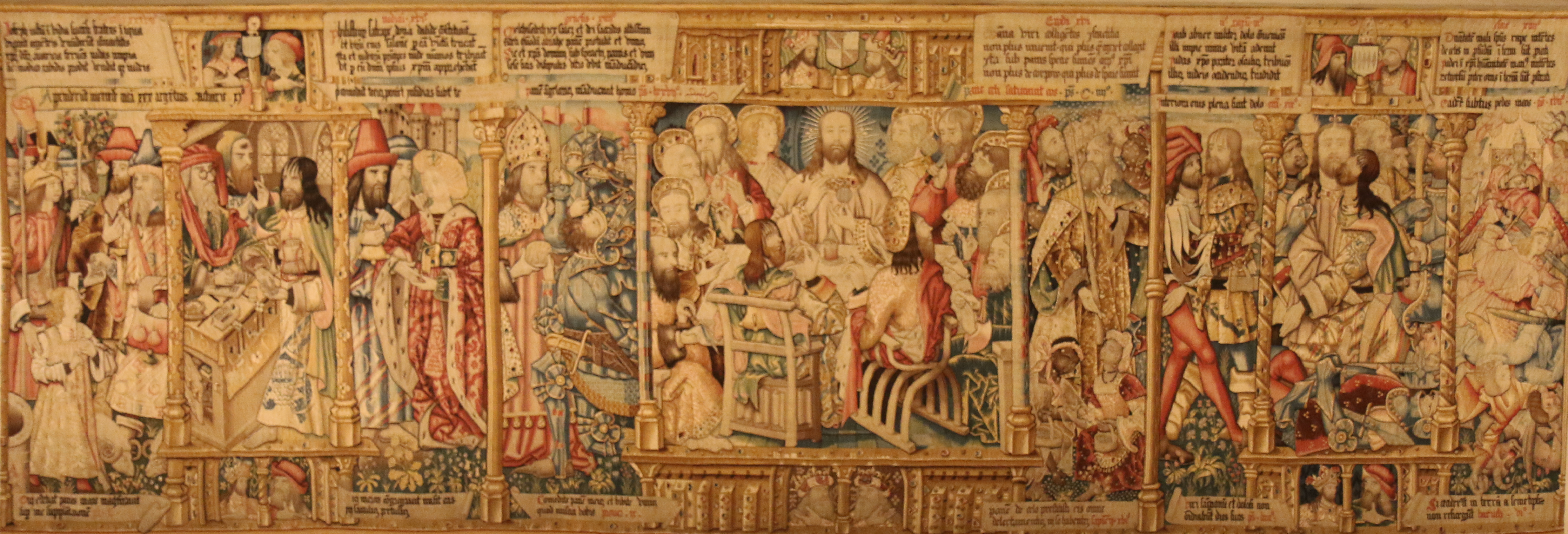
La Trahison de Judas, La Cène et Le baiser de Judas.

Cette tapisserie présente trois scènes qui sont : La Trahison de Judas, La Cène et le Baiser de Judas :
- La Trahison de Judas : l'apôtre Judas se rend chez les grands prêtres, figurés ici derrière un comptoir, pour vendre Jésus au prix de trente écus d'argent. À gauche la scène de l'Ancien Testament représente Joseph vendu par ses frères pour vingt pièce d'argent aux Ismaélites (« Genèse, 37, 28 »). À droite les Satrapes philistins font des cadeaux à Dalila pout s'emparer de Samson (« Juges, 16, 5 »).
- La Cène : Judas, assis sur une chaise en face de Jésus, est reconnaissable à son absence d'auréole portée par les onze autres apôtres. Â la droite immédiate de Jésus se trouve saint Jean identifiable à son visage juvénile. À gauche Melchisédech roi de Salem (Jérusalem) apporte le pain et le vin à Abraham victorieux(« Genèse, 14, 18 »). À droite les hébreux ramassent la manne qu'ils mettent dans de petits paniers (« Exode, 16, 13 ».
- Le baiser de Judas : Judas donne un baiser à Jésus, signe convenu avec les soldats pour désigner l'homme à arrêter. En arrière se trouvent des soldats en arme prêts à intervenir. À gauche de cette scène est représenté Joab, chef de l'armée de David, tuant Abner qui avait tué Asahel frère de Joab (« Samuel 2, 3, 27 »). À droite le anges rebelles sont chassés du ciel (« Isaïe, 14, 12 »).

#### Tapisserie 5

Tapisserie 5
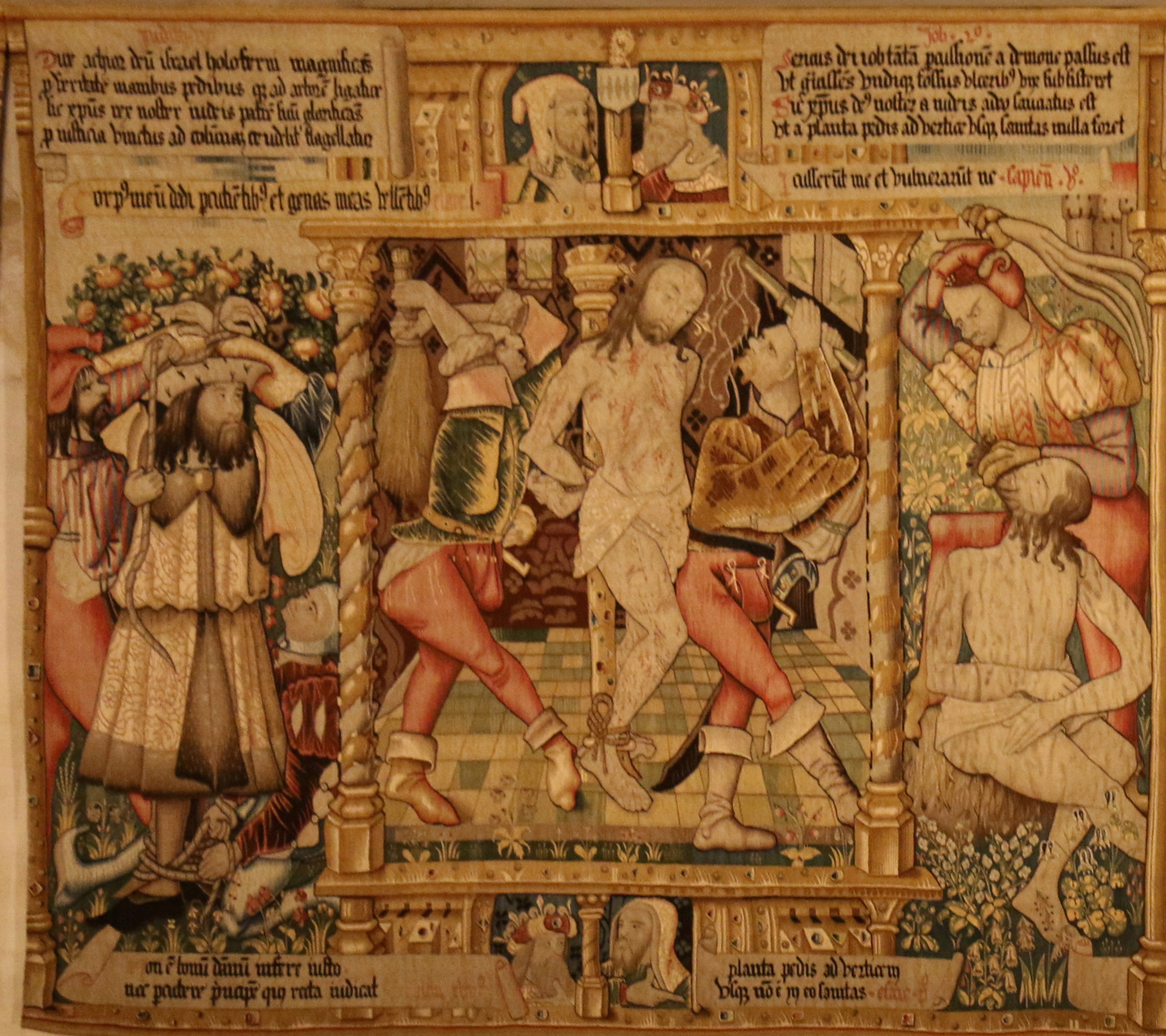
La Flagellation.
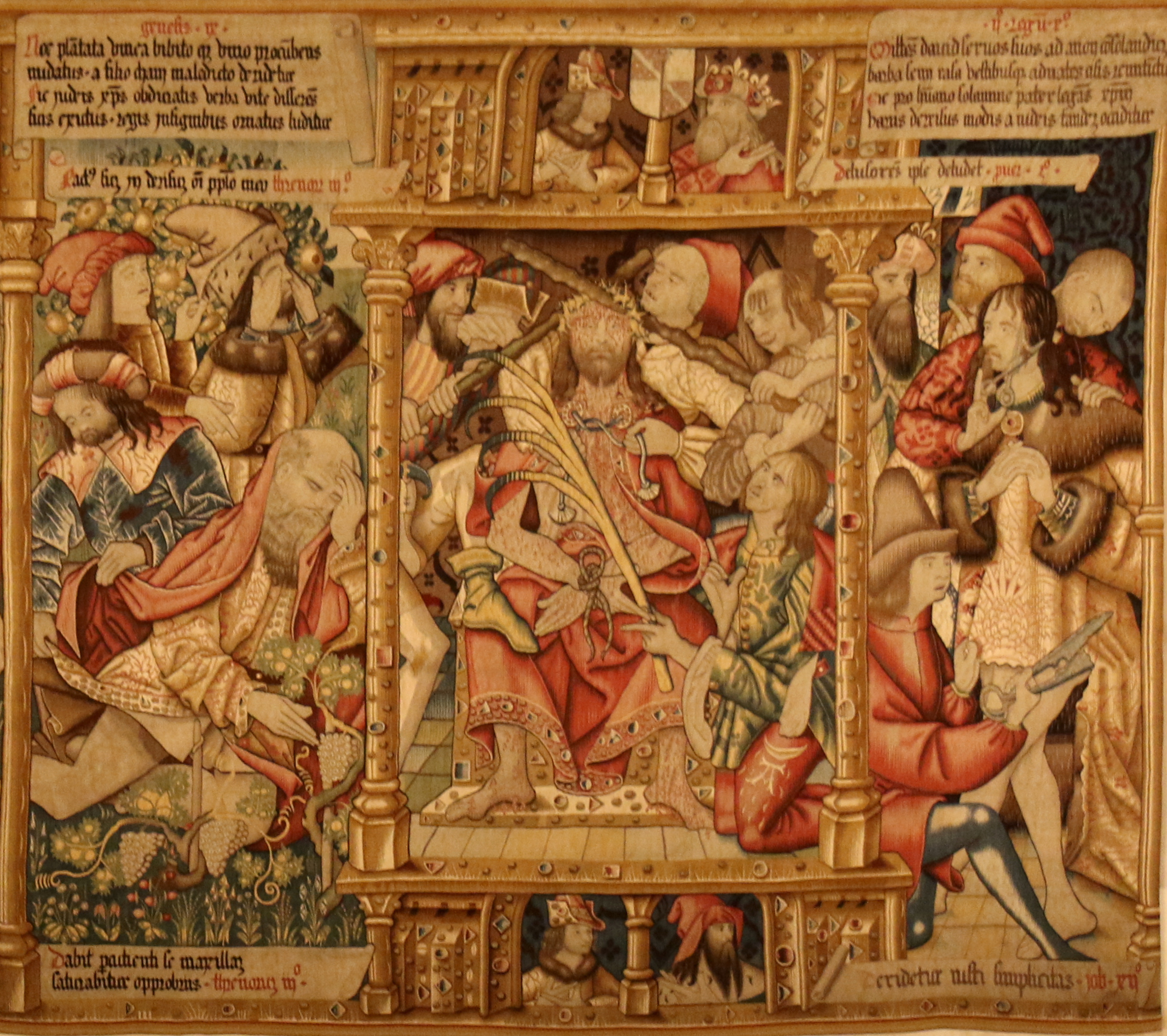
Le Couronnement d'épines

Cette tapisserie présente deux scènes qui sont : La Flagellation de Jésus et le Couronnement d'épines.
- La flagellation : Jésus attaché à un poteau est sur ordre de Ponce Pilate flagellé par deux soldats. Â gauche Achior ligoté à un poteau exalte le Dieu d'Israël devant Holopherne. Â droite le diable reconnaissable à une petite corne sortant de son front, frappe Job dont le corps est couvert d'ulcères (« Job, 2, 7 »).
- Le couronnement d'épines : Jésus, les mains liés, est revêtu d'un manteau de pourpre signe de pouvoir, mais illusoire en ce qui le concerne. Il est coiffé d'une couronne d'épines. Deux personnages dont celui de gauche qui esquisse un pas de danse pour montrer sa joie, enfoncent à coup de baton la couronne d'épines. Une autre personne placée derrière Jésus et les bras autour de son cou, lui attache son manteau. À ses pieds un personnage lui met un roseau dans la main droite (Mt 27,29). À gauche de cette scène, est représentée l'ivresse de . Noé. Ce dernier, après avoir planté de la vigne et bu trop de vin, est retrouvé nu dans sa tente par ses trois fils. Seul Cham se moque de lui : il sera maudit par son père (« Genèse, 9, 20 »).  À droite un homme coupe avec des forces, outil utilisé pour la tonte des moutons, le bas du costume d'un personnage ; un autre lui coupe les cheveux avec des ciseaux. Cette scène fait référence à un récit de l'ancien testament relatif à l'envoi par le roi David d'une délégation pour présenter ses condoléances auprès d'Hanon qui vient de perdre son père roi des Ammonites. Hanon estimant qu'il pouvait aussi s'agir s'une opération d'espionnage renvoie ces délégués après leur avoir fait couper leur vêtement jusqu'aux reins et la moitié de leur barbe (« Samuel 2, 10, 4 »).

#### Tapisserie 6

Tapisserie 6
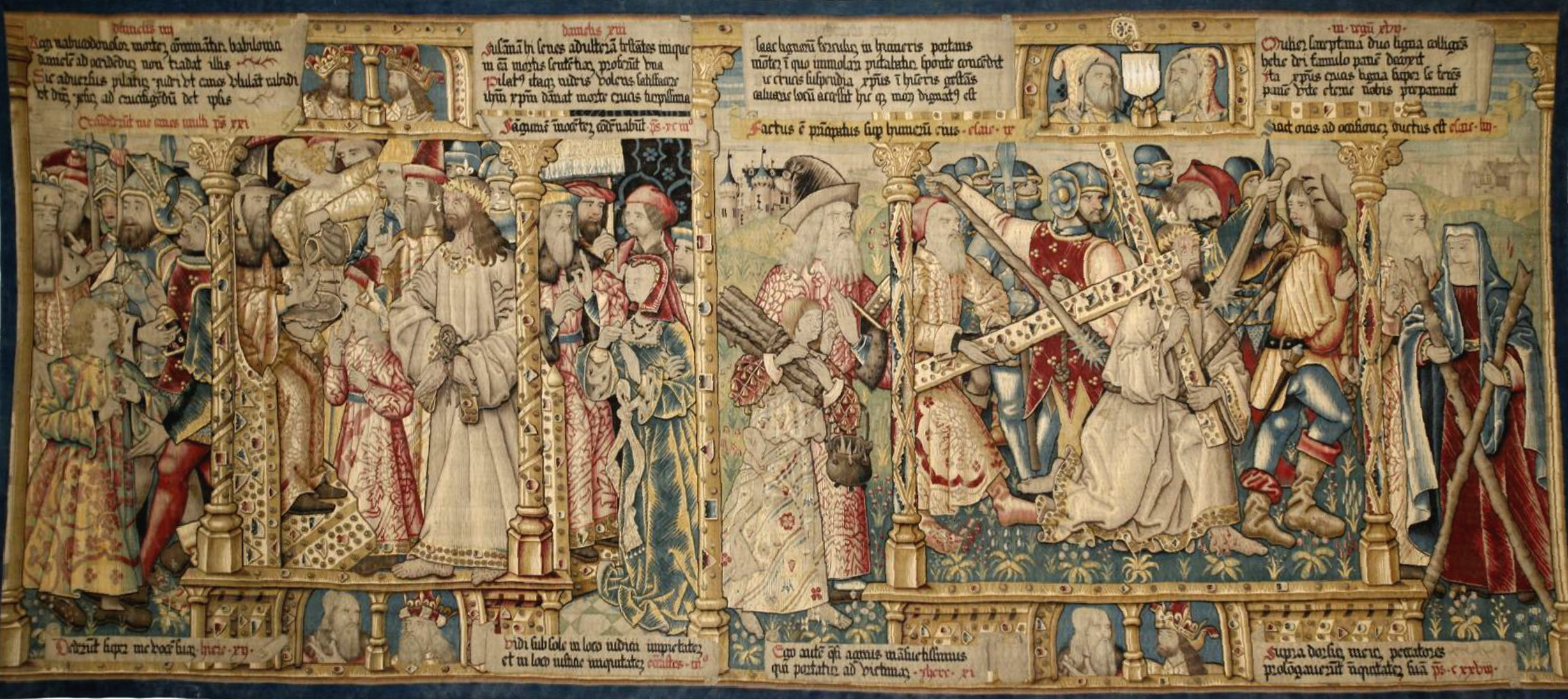
Le Jugement de Pilate et Le Portement de Croix.

Cette tapisserie présente deux scènes qui sont : Le Jugement de Pilate et le Portement de Croix :
- Le Jugement de Pilate : Au centre Jésus est mené devant le gouverneur Pons Pilate. Celui-ci ne pouvant prouver la faute de Jésus et ne voulant pas prendre la responsabilité de sa condamnation à mort, se lave les mains avec l'eau d'une aiguière tenue par un jeune homme (Mt 27,24). À gauche les babyloniens demande à Nabuchodonosor II de leur livrer David. Á droite Suzanne est accusé par deux vieillards d'avoir un amant.
- Le portement de croix : Au centre Jésus couronné d'épines porte la croix où il sera crucifié. Une corde est enroulée autour de sa taille par un personnage qui se retourne pour le voir. Deux personnes le frappent avec des gourdins hérissés de pointes. La base de la croix est soutenue par un homme âgé. À gauche Isaac porte sur ses épaules un fagot de bois et gravit une montagne sur laquelle il pense être immolé (« Genèse, 22, 6 »). À droite une femme de Sarepta ramasse deux morceaux de bois qu'elle porte en formant une croix en x pour faire cuire du pain pour Elie (« Rois 1,17, 10 »).

#### Tapisserie 7

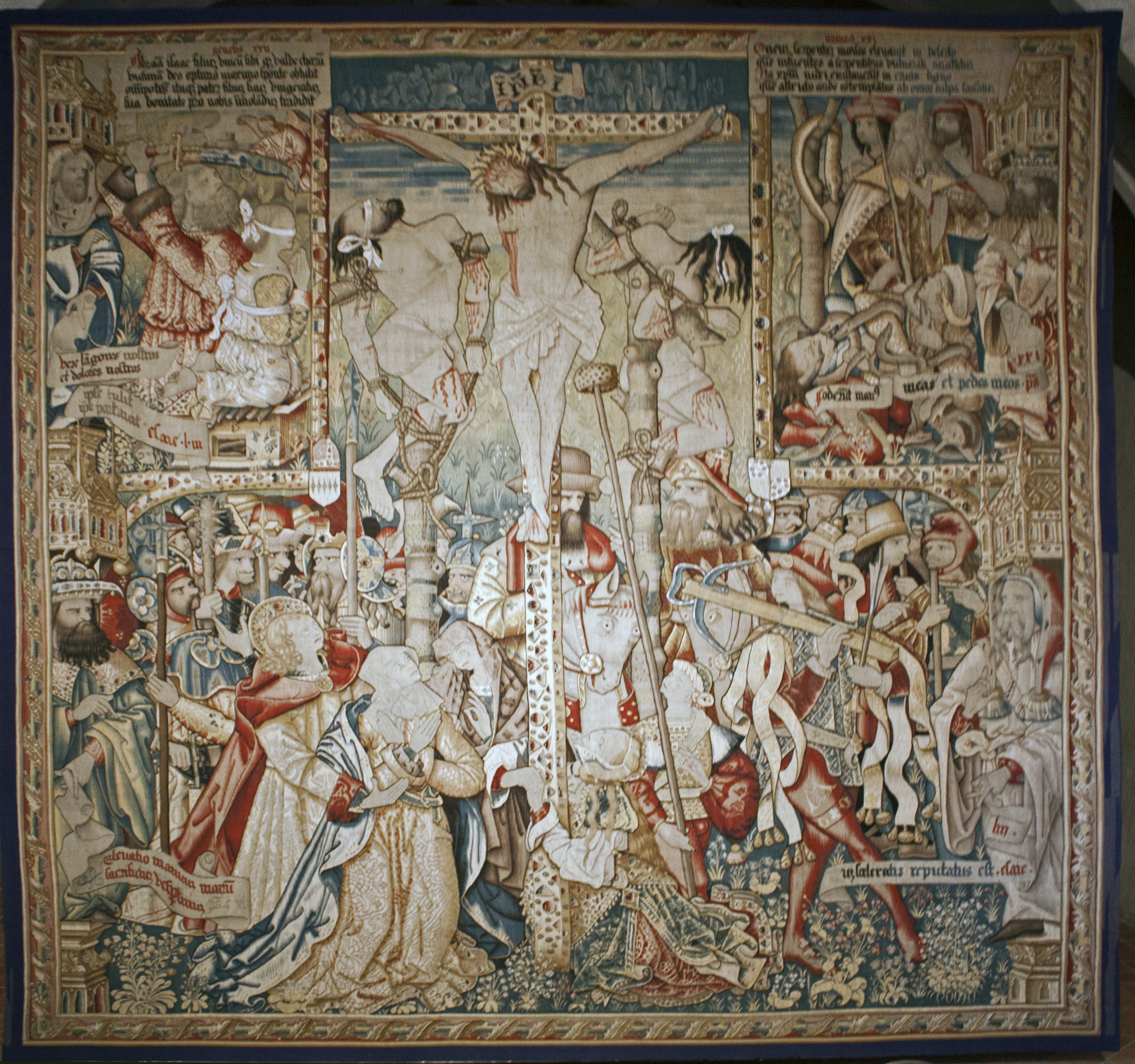
La Crucifixion

Cette tapisserie de forme carré présente uns seule scène du Nouveau Testament : la Crucifixion. Les deux scènes de l'Ancien Testament préfigurant cet évènement ne sont plus placées latéralement, mais en haut de la tapisserie dans deux fenêtres, comme un balcon au-dessus de la scène centrale. En haut et à gauche est représenté le sacrifice d' Abraham et en haut et à droite le Serpent d' airain.
- La crucifixion : Au centre de la tapisserie est représentée la croix du Christ avec au sommet l'inscription INRI sigle latin traduit par « Jésus de Nazareth, roi des Juifs ». De part et d'autre de cette croix sont placées celles des deus larrons suppliciés le même jour. Au pied de la croix on reconnait Saint Jean avec une auréole dorée et les trois Marie. Un soldat tient une longue perche au bout de laquelle a été fixée une éponge imbibée de vinaigre pour faire boire Jésus avant qu'il meure. Sur le flanc droit du crucifié on remarque une plaie saignante faite par la lance d'un soldat pour s'assurer de la mort effective du Christ. Derrière la croix deux cavaliers chevauchent cote à cote ; il s'agit de Joseph d'Arimathie et Nicodème  qui viennent récupérer le corps du défunt pour l'enterrer.
- Le sacrifice d'Abraham : Pour immoler Isaac, son fils unique, Abraham brandit non pas un couteau comme précisé dans la Bible (« Génèse, 22, 10 ») mais un sabre. Un petit ange placé tout en haut arrête le sabre en plaçant sa main sous le tranchant de l'arme. Isaac est représenté sous la forme d'un jeune garçon à genoux et le yeux bandés.
- Le serpent d'airain : le peuple d'Israël perdant patience au cours de l'exode, Dieu envoya pour le punir "des serpent brulants dont la morsure fit périr beaucoup de monde en Israël (« Nombres, 21, 6 »). La tapisserie montre dans son supérieur droit des hommes au milieu de nombreux serpents.

#### Tapisserie 8

Tapisserie 8
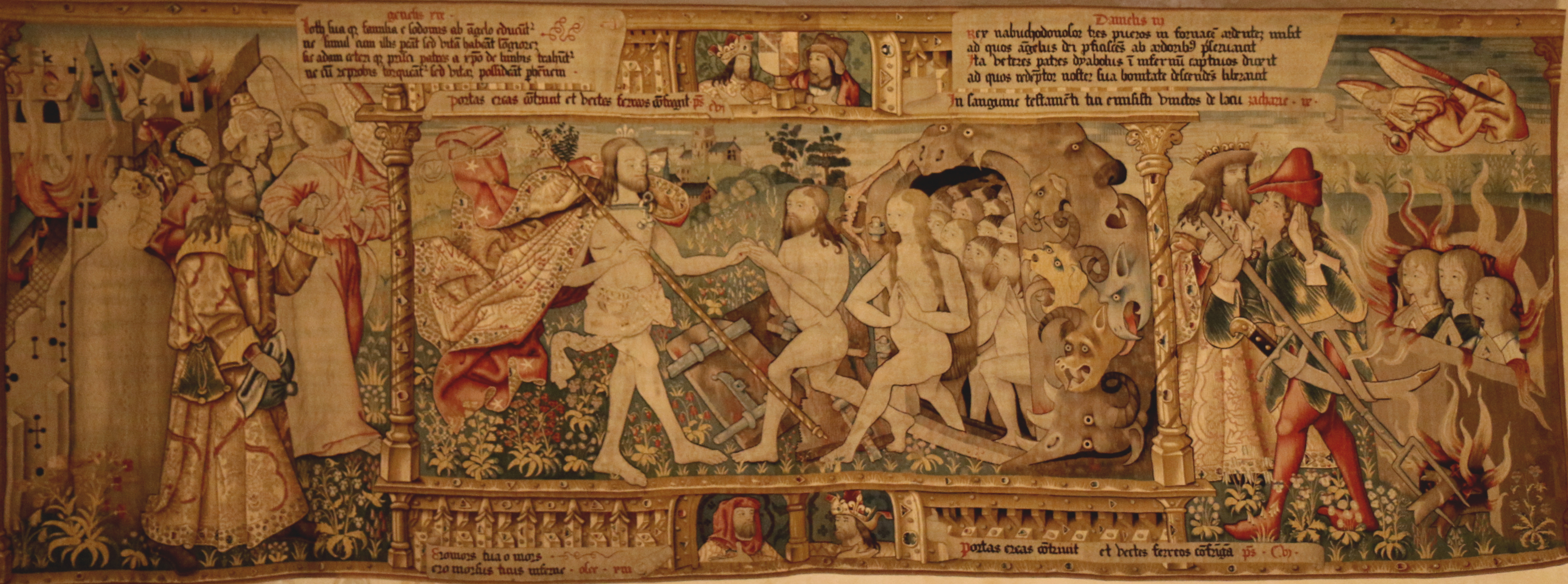
La Descente aux enfers.

Cette tapisserie représente une seule scène : La Descente aux enfers.
Au centre le christ revêtu d'une grande cape, tient de la main droite une longue croix portant à son extrémité un rameau d'olivier. Marchant sur un tapis de fleurs, il tend la main à Adam et Ève, les mains jointes et suivis par une foule de patriarches et de prophètes de l'Ancien Testament. Ils sortent de l'enfer dont l'ouverture est entourée de huit têtes de monstres. Aux pieds du Christ se trouvent les lourdes portes de l'enfer aux serrures brisées. 
À gauche Loth vêtu d'un riche costume, un chapeau à la main droite, s'enfuit de Sodome guidé par un ange. Il est accompagné de ses deux filles ; en arrière de lui, sa femme tournée vers la ville en flame, a été changée en une statue de sel  (« Genèse, 19, 15 »).
À droite Nabuchodonosor fait jeter dans une fournaise trois jeunes gens (Shadrak, Meshak et Abed Nego), qui n'ont pas voulu adorer une statue d'or. Ils sont protégés par un ange qui impose ses mains au dessus de leur tête, ce qui leur permet de résister au feu et même de chanter. Un bourreau au chapeau rouge attise le feu avec une fourche et avec sa main se protège l'oreille de la chaleur dégagée (« Daniel, 3, 19 »).

#### Tapisserie 9

Tapisserie 9
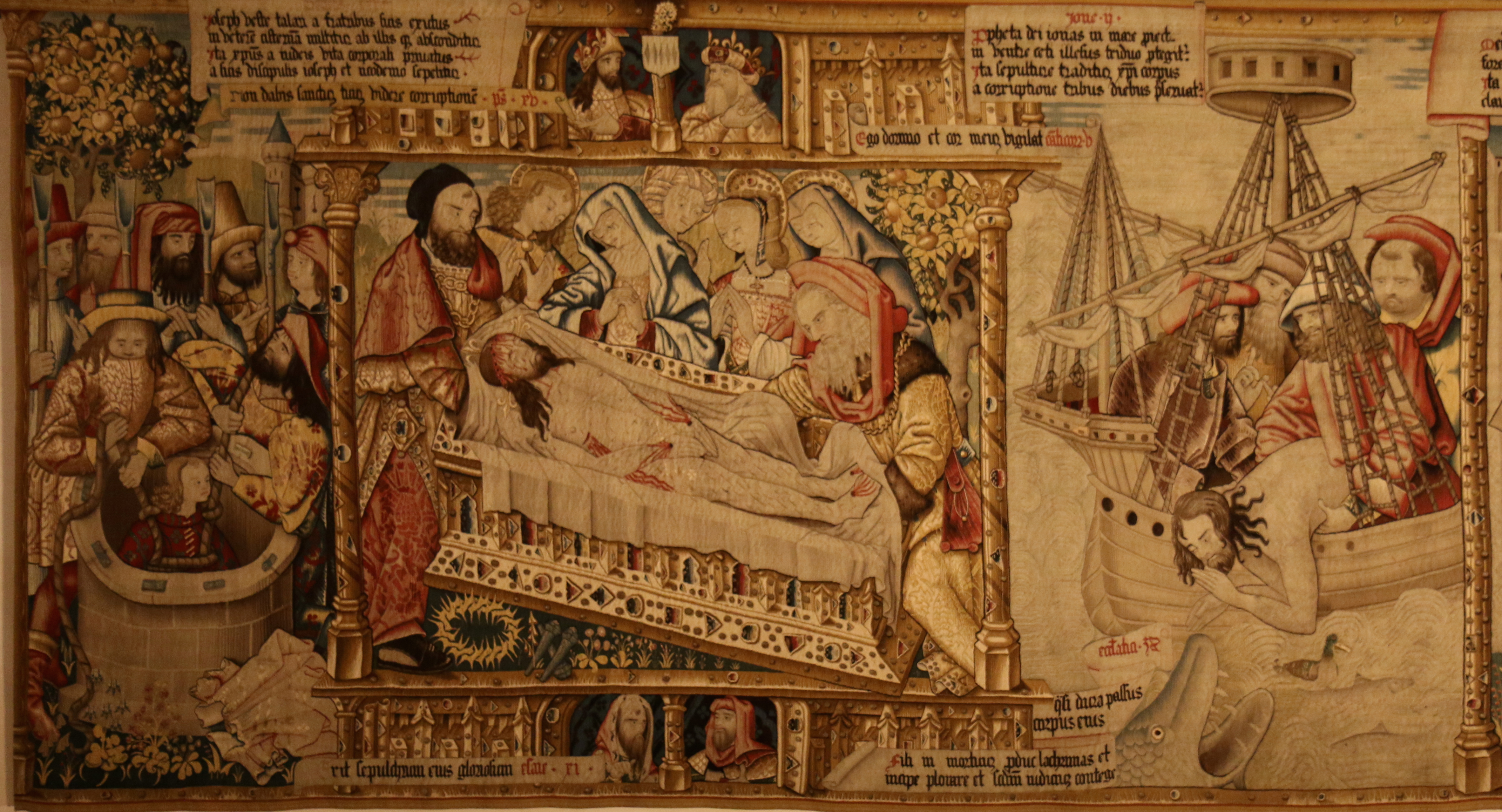
La Mise au tombeau.
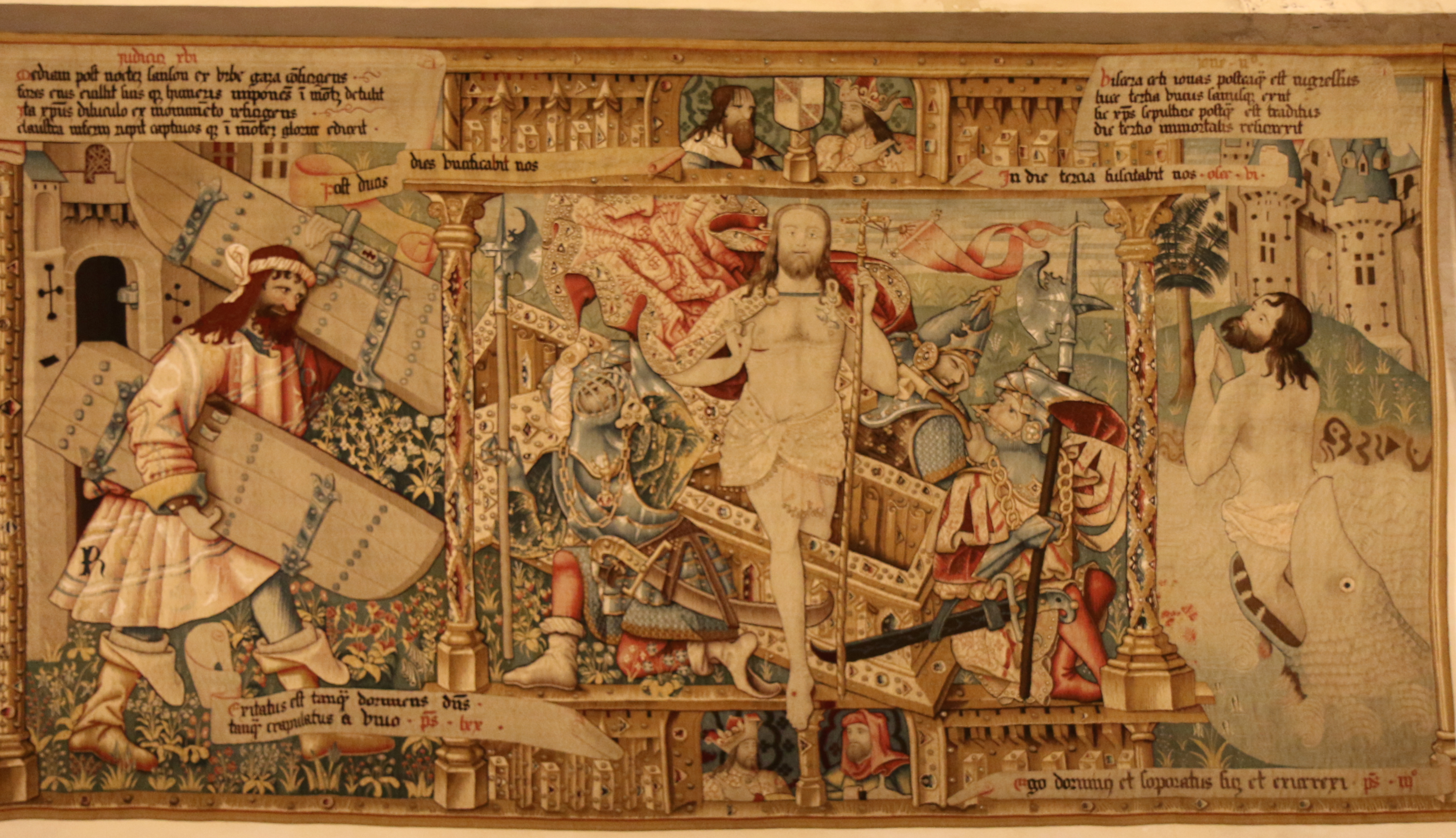
La Résurrection de Jésus

Cette tapisserie représente deux scène : La Mise au tombeau et la Résurrection de Jésus.
- Au centre de la scène de la mise au tombeau est représenté le cercueil où est étendu le corps de Jésus avec à chaque extrémité Joseph d'Arimathie et Nicomède tenant le linceul. Derrière le cercueil se trouvent saint Jean, la Vierge et les saintes femmes.La couronne d'épines est déposée à l'extérieur du cercueil. Cette mise au tombeau est préfigurée par deux scènes de L'Ancien Testament, savoir :

- à gauche : Joseph dépouillé de sa longue tunique est jetée dans une citerne (« Génèse, 37, 23 »).
- à droite : Jonas est jeté à la mer et avalé par un énorme poisson (« Jonas, 1, 15 »).

#### Tapisserie 10

Tapisserie 10
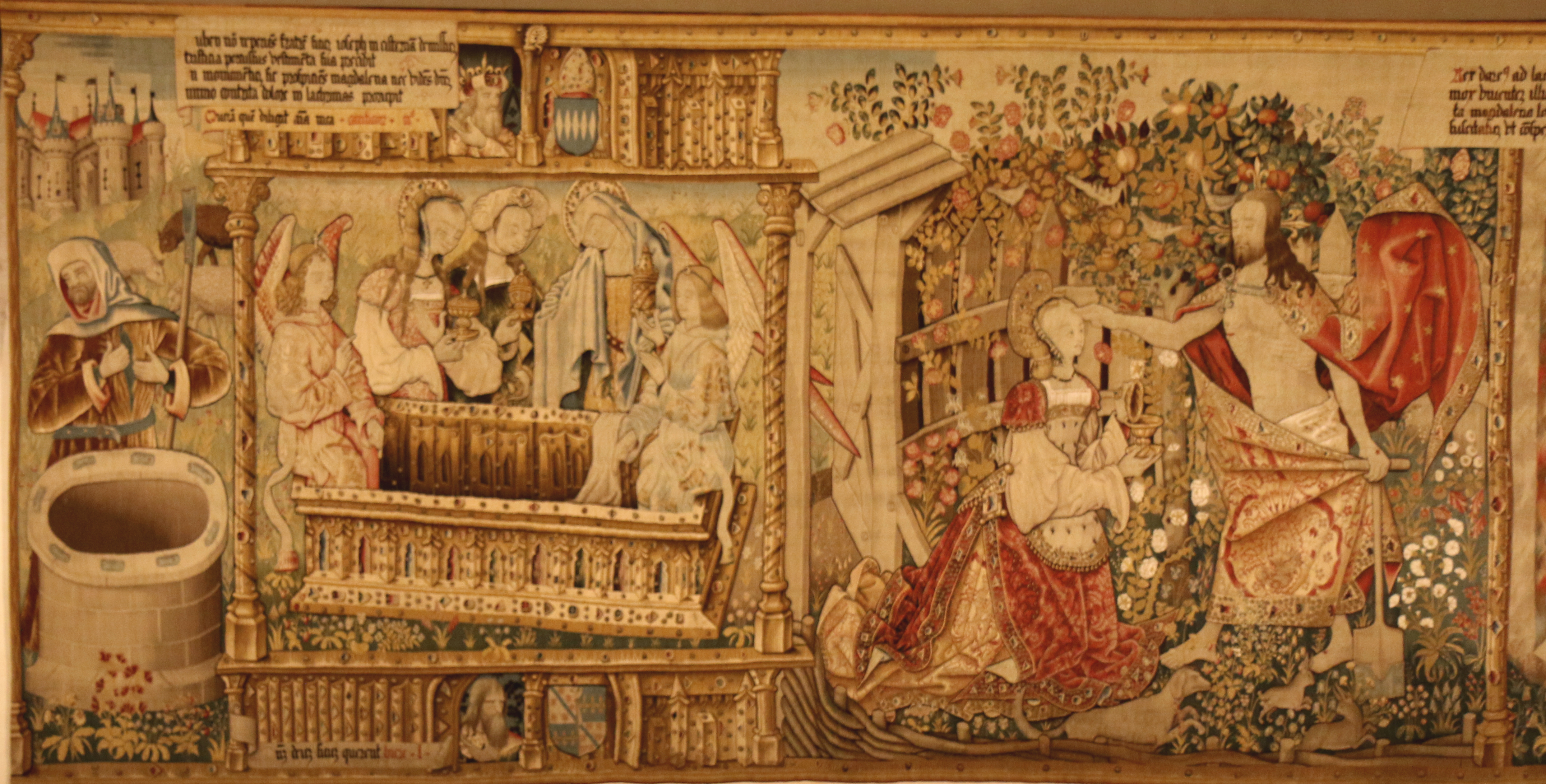
1-La citerne où Joseph a été jeté est vide ; 2 La tombe du Christ est vide ; 3- Le Christ apparait à Marie-Madeleine.
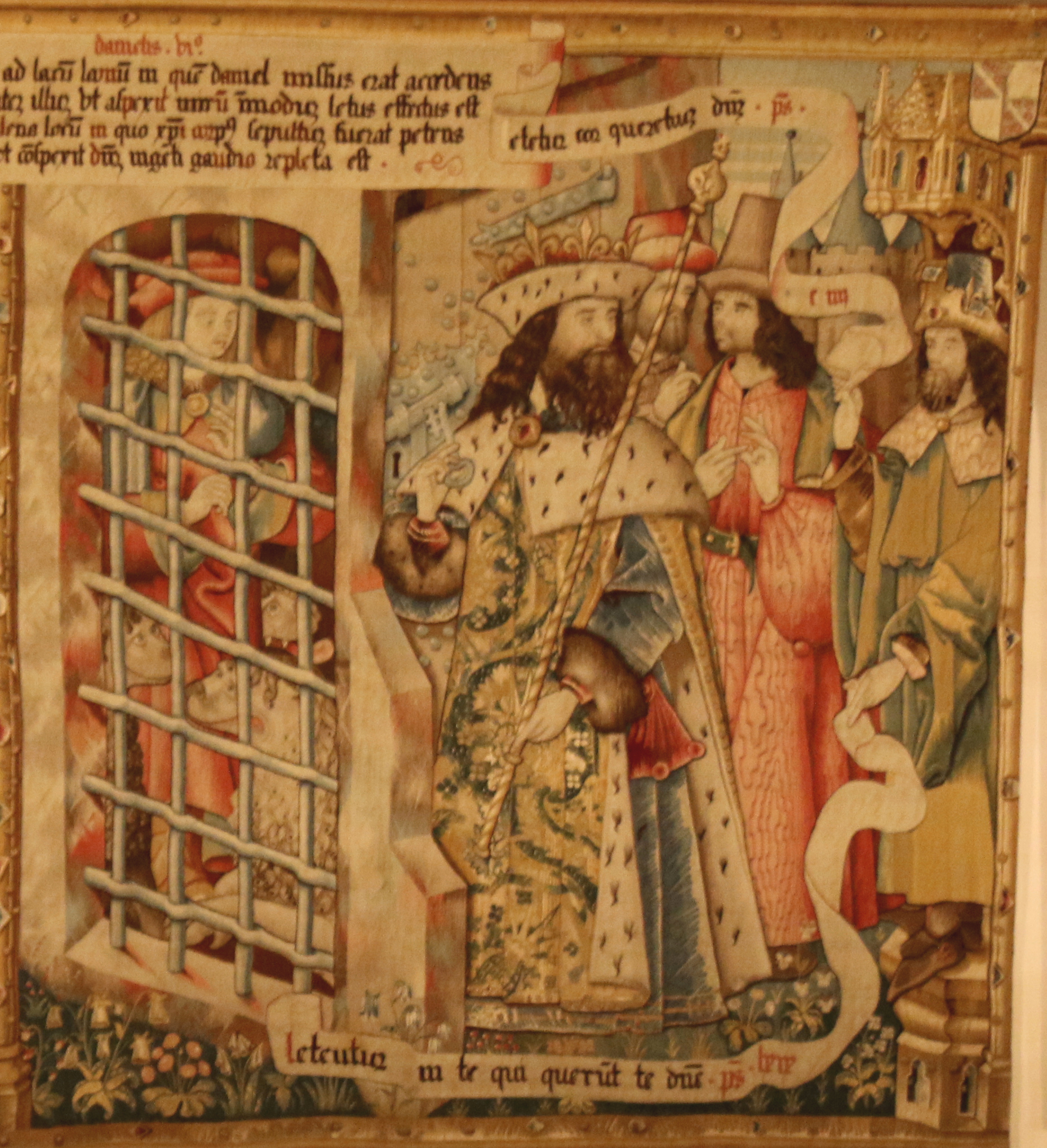
4-Darius trouve Daniel vivant

La scène centrale du Nouveau Testament est divisée en deux épisodes : à gauche la visite de Marie-Madeleine et des saintes femmes trouvant le tombeau du Christ vide et à droite l'apparition du Christ à Marie Madeleine. La composition de ces deux scènes est très différente. Celle de gauche est identique aux précédentes, à savoir que des fenêtres avec des prophètes et des phylactères sont placées au-dessus et au-dessous de la scène. En revanche dans celle de droite il n'y a plus de fenêtre, les prophètes sont placés sur le coté de la scène. Á gauche le sarcophage vide en or est incrusté de pierres précieuses. Aux deux extrémités, un ange est assis sur le rebord du cercueil, l'un vêtu de rouge, l'autre de bleu, tous deux aux cheveux blonds aux ailes déployées. Il faut remarquer que les ailes débordent le cadre de la présente scène et passent dans la suivante.  Ils ont la même gestuelle, les mains avec un doigt tendu l'un vers le haut, l'autre vers le bas. Les saintes femmes au nombre de trois, apportent en pleurant des aromates contenus dans de magnifiques vases. Á droite figure la fameuse scène du Noli me tangere (Ne me touche pas), parole adressée par Jésus à Marie Madeleine. Jésus indique ainsi qu'une fois la résurrection accomplie, le lien entre l'humanité et sa divine personne n'est plus physique mais spirituelle. Le Christ est représentée avec une bèche pour montrer qu'il est le jardinier de ce magnifique jardin, véritable Eden. Marie Madeleine, revêtue d'une robe en velours rouge et d'un plastron d'hermine présente un flacon de parfum rappelant le nard qu'elle avait apporté à Bethléem. Le christ maintient à distance mais avec douceur celle qu'il a choisie pour apparaître la première fois après sa résurrection.
Les scènes de l'ancien testament représentent à gauche Ruben trouvant vide la citerne où son frère Joseph a été jeté (« Génèse, 37, 29 »). Á droite le roi Darius le Mède éprouve une grande joie en découvrant que Daniel qu'il a fait jeter en pâture aux lions est toujours vivant. Daniel est représenté derrière une grille, couvert d'un chapeau rouge, avec à ses pieds trois lions qui lui ont fait aucun mal. Le roi Darius tenant une clef dans sa main droite, ordonne à la personne qui le suit de libérer Daniel (« Daniel, 6, 21 »).

#### Tapisserie 11

Tapisserie 11
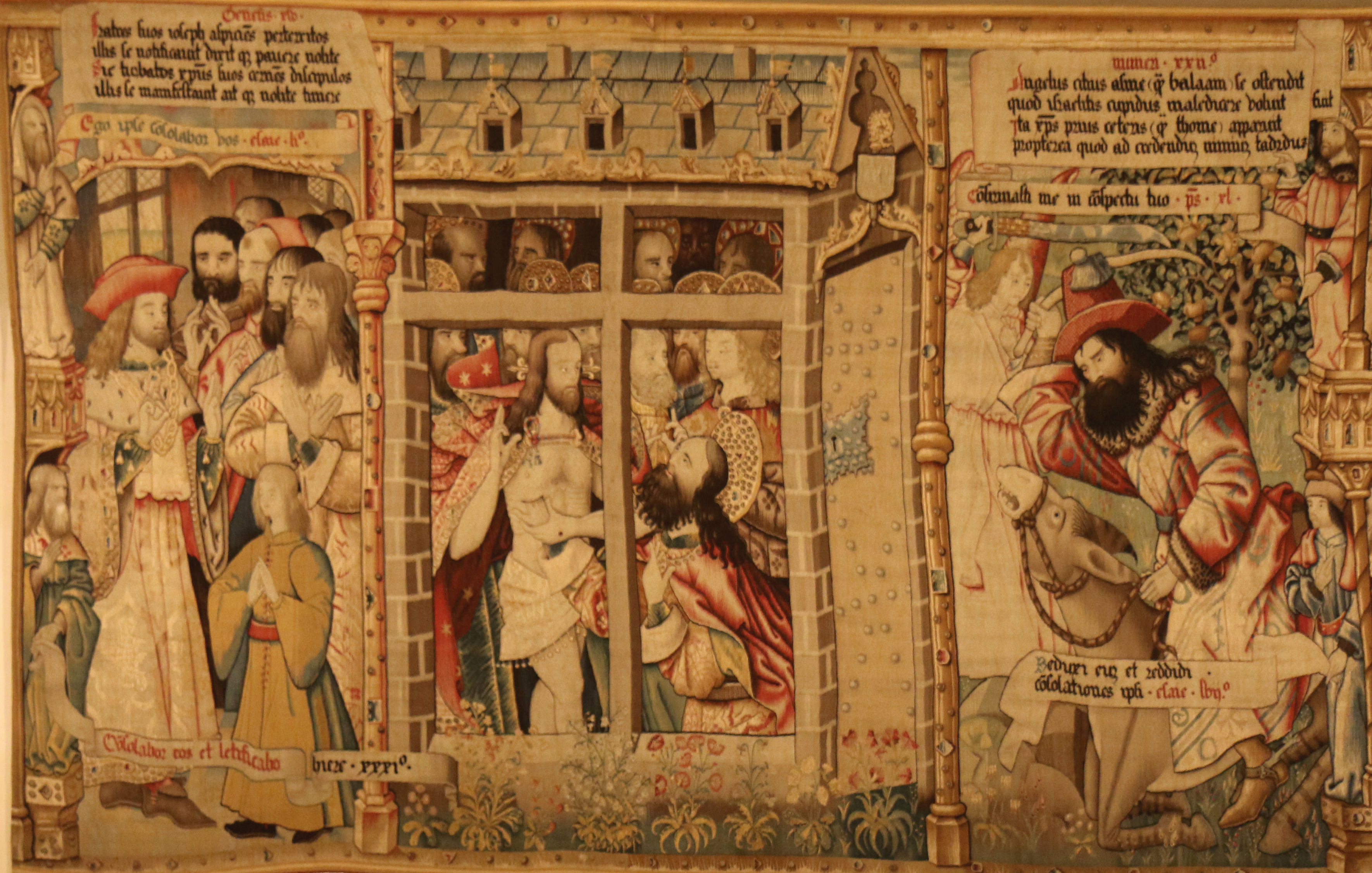
L'apparition du Christ à saint Thomas.
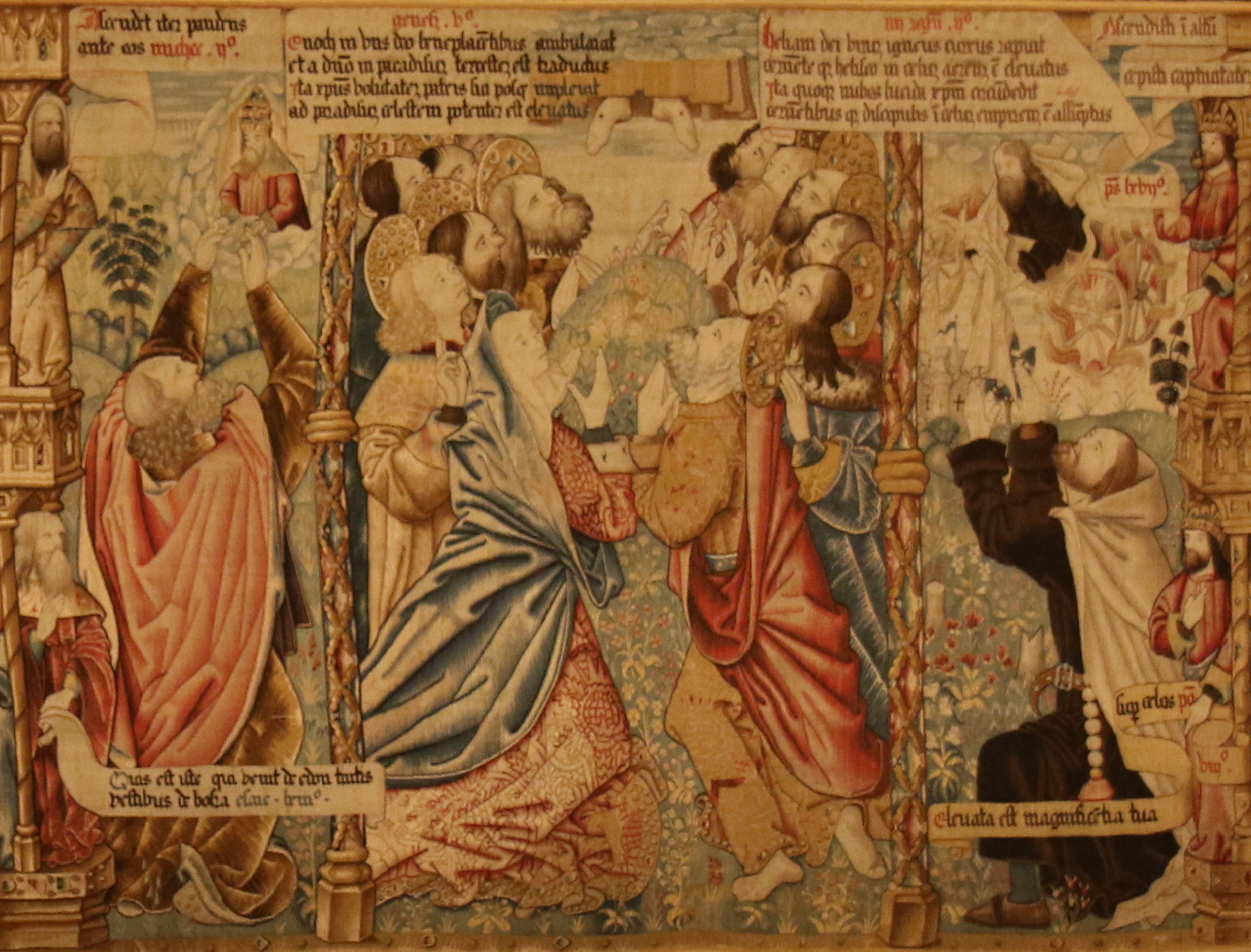
L'Ascension
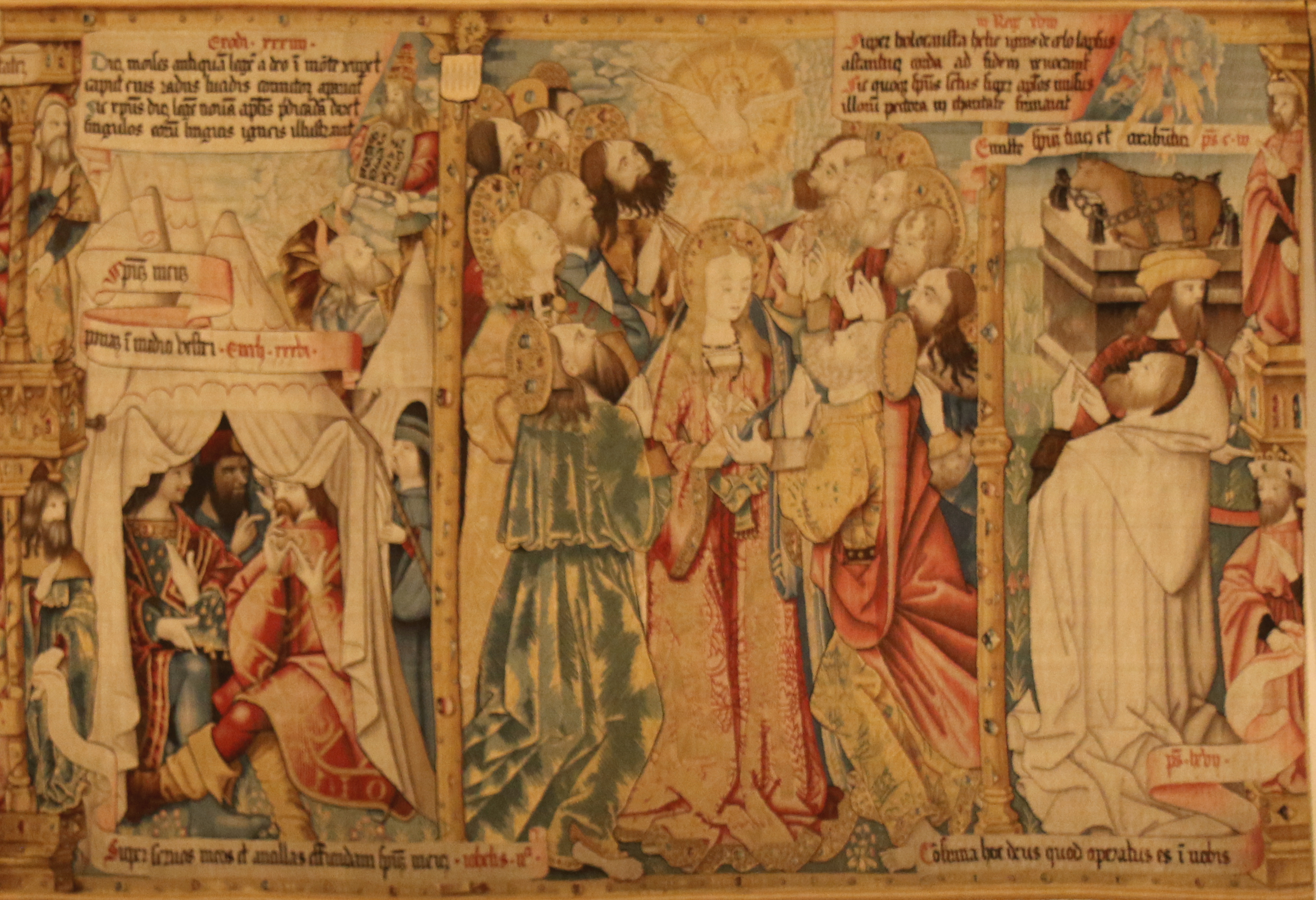
La Pentecôte

Cette tapisserie représente trois scènes du nouveau testament, chacune encadré par une de l'ancien testament. Elles sont : L"Apparition du Christ à saint Thomas, L'Ascension, et La Pentecôte :
- L'apparition du Christ à saint Thomas : Dans une maison au toit d'ardoise avec cinq lucarnes et une porte cloutée, sont représentés derrière les meneaux : Jésus, Thomas et les dix autres apôtres. Jésus porte une chape en damas pourpre. De la main gauche il prend celle de Thomas et la plonge dans la plaie de son flanc. Il lève la main droite dans un signe de bénédiction. Derrière Thomas, on peut distinguer Jean grâce à son visage imberbe.

La scène de l'ancien testament se trouvant à gauche représente Joseph fils de Jacob se faisant reconnaître par ses frères. Joseph est le personnage au chapeau rouge portant un somptueux manteau brodé d'hermine avec un grand collier d'or aux larges anneaux. Il a été jeté dans une citerne sans eau par ses frères jaloux qui par la suite l'ont vendu à des Ismaélites en partance pour l' Égypte. Arrivé dans ce pays, il rend de grands services au Pharaon qui le nomme gouverneur, d'où le collier d'or. L'Égypte étant devenu un pays d'abondance, Jacob y envoie tous ses fils, y compris le plus jeune Benjamin représenté ici par un frêle enfant les mains jointes avec une robe orange à la ceinture rouge. ils seront accueillis par Joseph mais ne le reconnaitront pas. Après bien des péripéties Joseph se fera reconnaître par ses frères et les fera s'établir en Égypte avec leur père commun Jacob (« Génèse, 45, 1 »).

À droite est représenté un ange se montrant à une ânesse plutôt qu'à Balaam parce que celui-ci, aveuglé par sa passion, voulut maudire les israélites. Balaam vêtu d'un épais manteau rouge et d'un superbe chapeau avec au sommet un pompon, frappe avec un baton l'ânesse sur laquelle il est monté. Celle-ci refuse d'avancer et braie de toutes ses dents. En effet elle a vu un ange brandissant au-dessus de sa tête une épée nue pour lui barrer le chemin, ce que Balaam ne veut pas voir (« Nombres, 22, 22 »). Après trois tentatives infructueuses, Balaam voit l'ange et comprend que par ce geste c'était Yahweh qui lui barrait le chemin. L'ânesse avait compris ce que dans son aveuglement Balaam voulait ignorer.
- L'Ascension : La Vierge Marie, drapée dans un grand voile bleu, et les apôtres regardent Jésus s'envoler vers le ciel. Seuls les pieds marqués par les stigmates de la passion sont représentés. Saint Jean est à la gauche de la Vierge.

Les scènes de l'ancien testament représentent à gauche Hénoch transporté par le Seigneur au paradis. Il a les bras tendus vers le ciel, semblant implorer Dieu le père apparaissant coiffé d'une tiare en haut et à droite. Il ne meurt pas car Dieu l'enlève (« Génèse, 5, 21 »). À droite au premier plan Élisée vêtu comme un moine est agenouillé. En haut de la scène, le prophète Élie, dans un char à quatre roues entouré de flammes, monte dans le ciel et jette son manteau à Élisée. Les deux hommes portent l'habit des Carmes : bure noire  et cape blanche avec ceinture et corde (« Rois2, 2, 11 »).
- La Pentecôte : La Vierge Marie surmontée d'une colombe et entourée des apôtres, est concentrée sur la lecture du livre dont elle tourne les pages. Elle est majestueusement vêtue de damas pourpre ; on remarque son délicat visage et sa  longue chevelure auréolée. Autour d'elle se trouvent les douze apôtres car Judas a été remplacé par Matthias. Cependant un treizième personnage vêtu d'un manteau vert a été ajouté. La colombe, représentant l'esprit sain, surgit d'un disque d'or rayonnant.

#### Tapisserie 12

Tapisserie 12
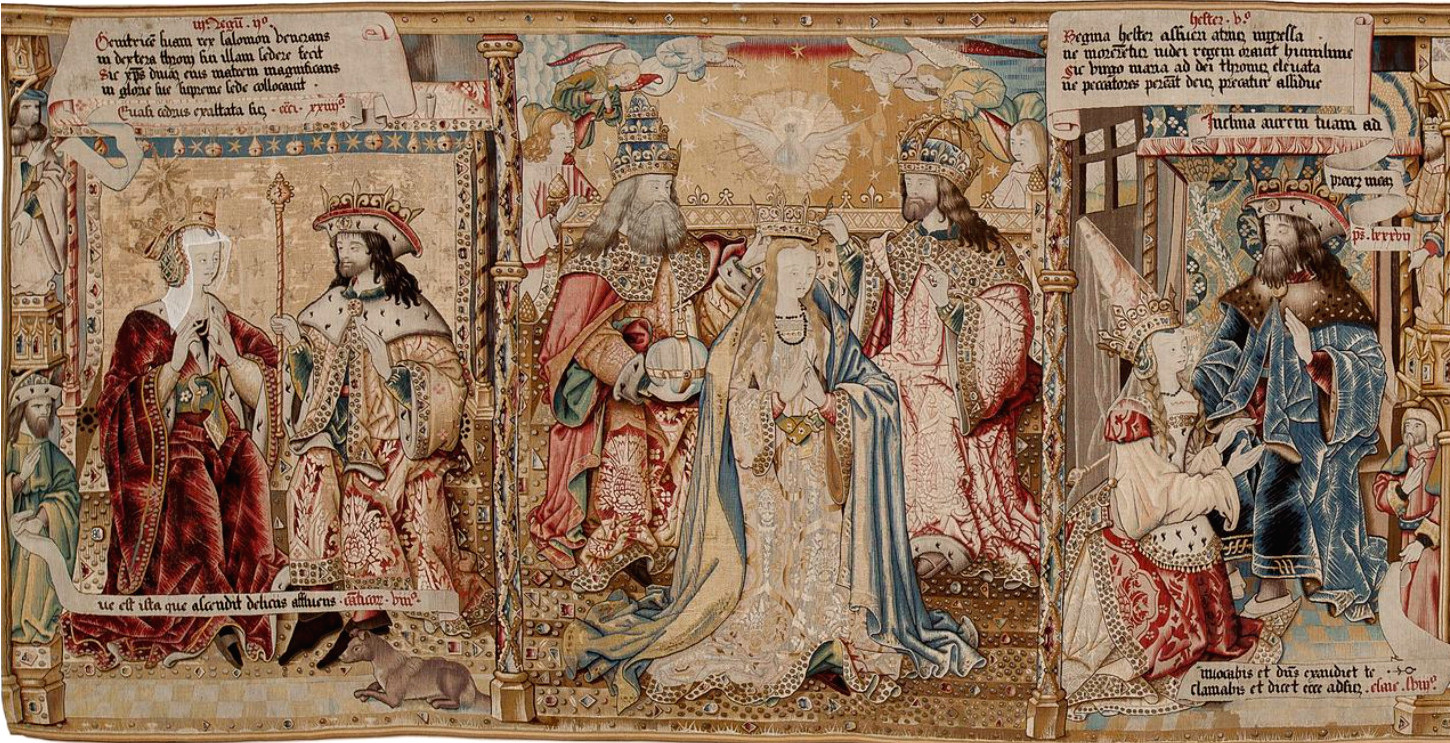
Le Couronnement de la Vierge.
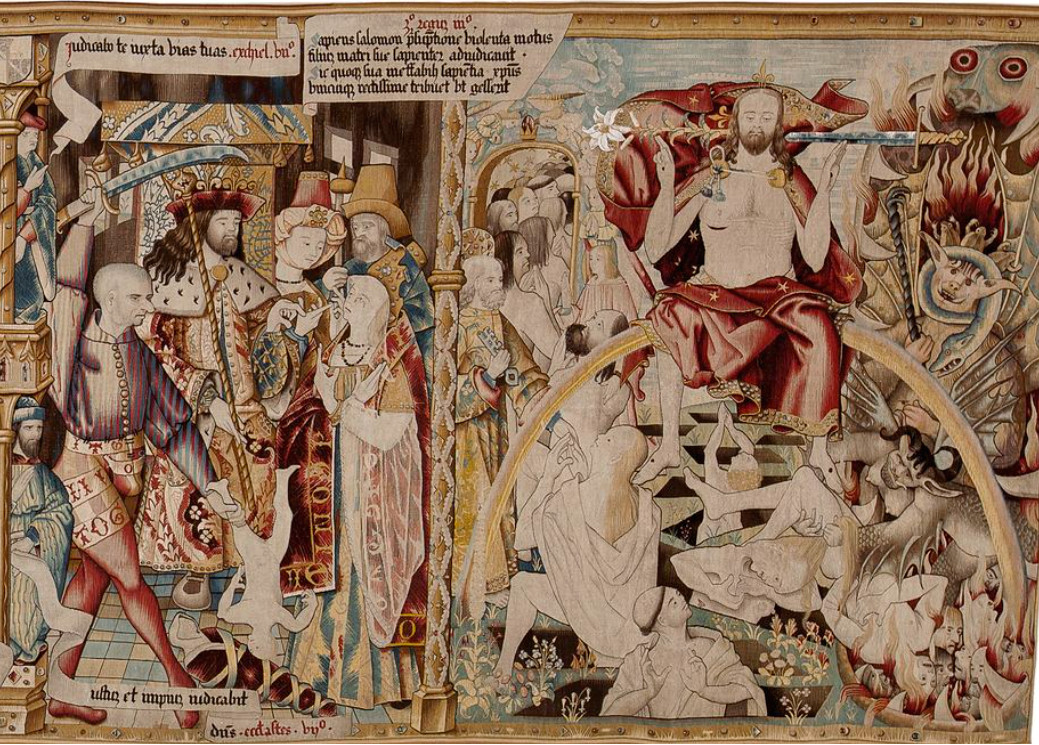
Le jugement dernier

Cette tapisserie comporte deux scènes principales : Le Couronnement de la Vierge et le Jugement dernier.
- Le Couronnement de la Vierge : C'est un des thèmes de l'iconographie chrétienne qui ne fait pas l'objet d'un dogme reconnu par l’Église et qui n'est pas relaté dans le Nouveau Testament. Marie est debout, revêtue de son habituelle cape bleue et or, et d'une robe de soie blanche. Les mains jointes, elle reçoit la couronne des mains du Père de du Fils, tous deux vêtus de somptueux vêtements et assis sur le même trône. À gauche le père, coiffé d'une tiare, porte de la main droite le globe terrestre et de l'autre soutient la couronne de Marie. À droite le fils tient de sa main droite la couronne.

Deux scènes de l'Ancien Testament encadrent ce couronnement de la Vierge. À gauche, afin d'honorer sa mère Bethsabée, le roi Salomon la fait s'assoir à la droite de son trône ; celle-ci est vêtue d'un manteau de velour grenat  (« Rois1, 2, 19 »). À droite le roi  Assuérus assis sur un trône à baldaquin et vêtu d'un manteau bleu avec fourrure reçoit la reine Esther. Celle-ci coiffée d'un hennin avec couronne supplie humblement le roi pour que ne meurent les juifs (« Esther, 7, 1-8 »).
- Le Jugement dernier :

## Protection aux monuments historiques
L'église abbatiale est classée au titre des monuments historiques par liste de 1840.

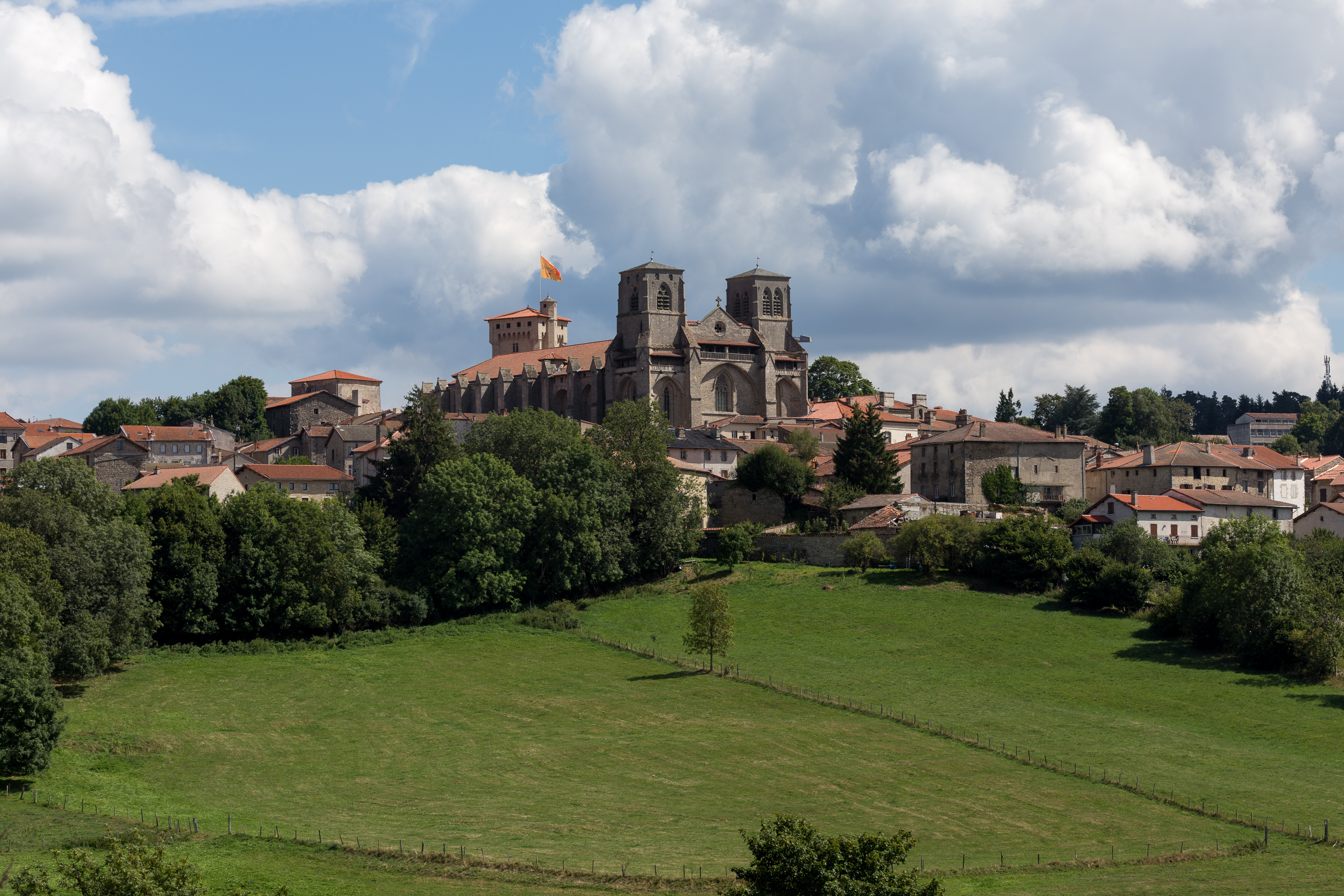
Vue générale.
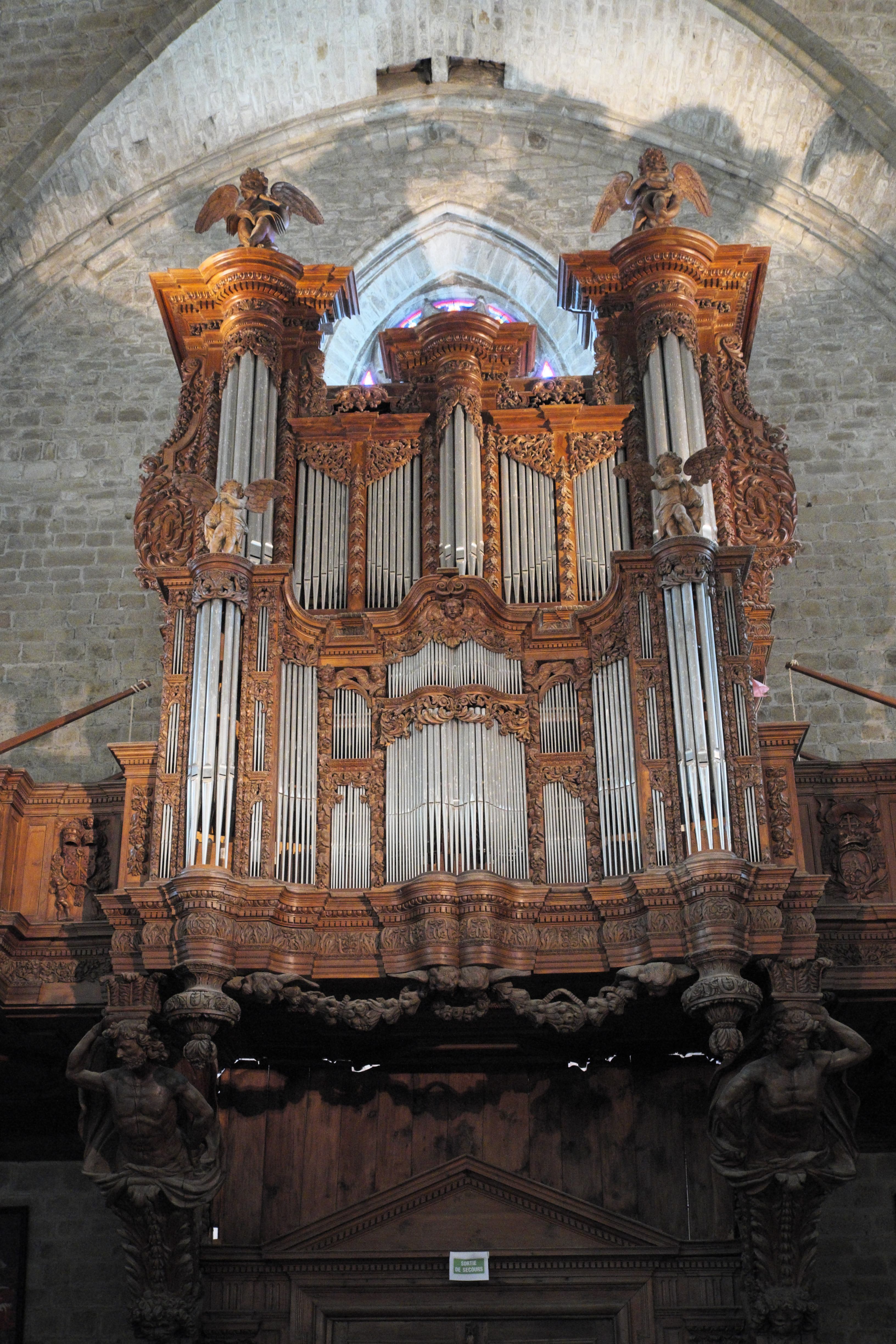
L'orgue.
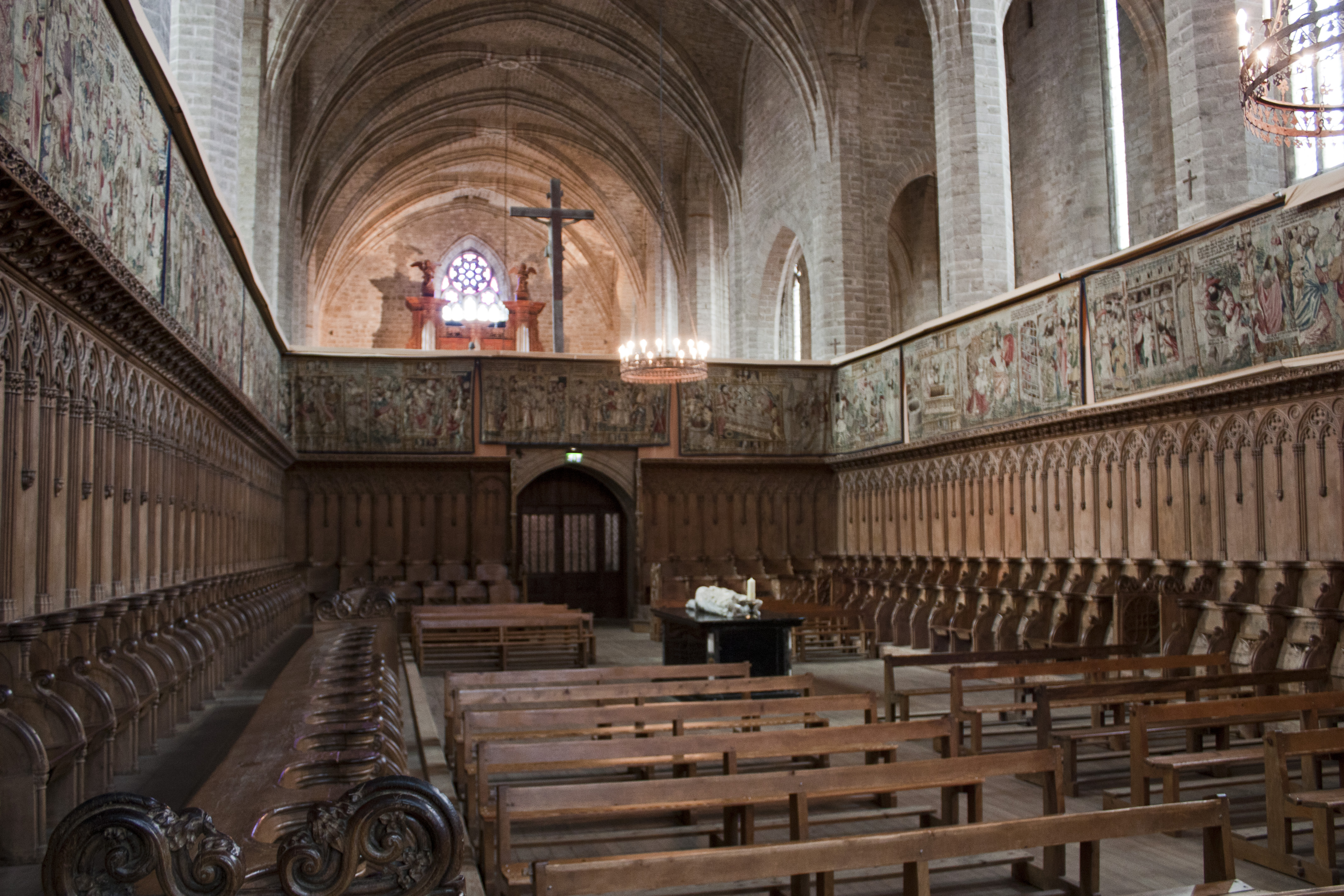
Vue intérieure en direction du jubé.
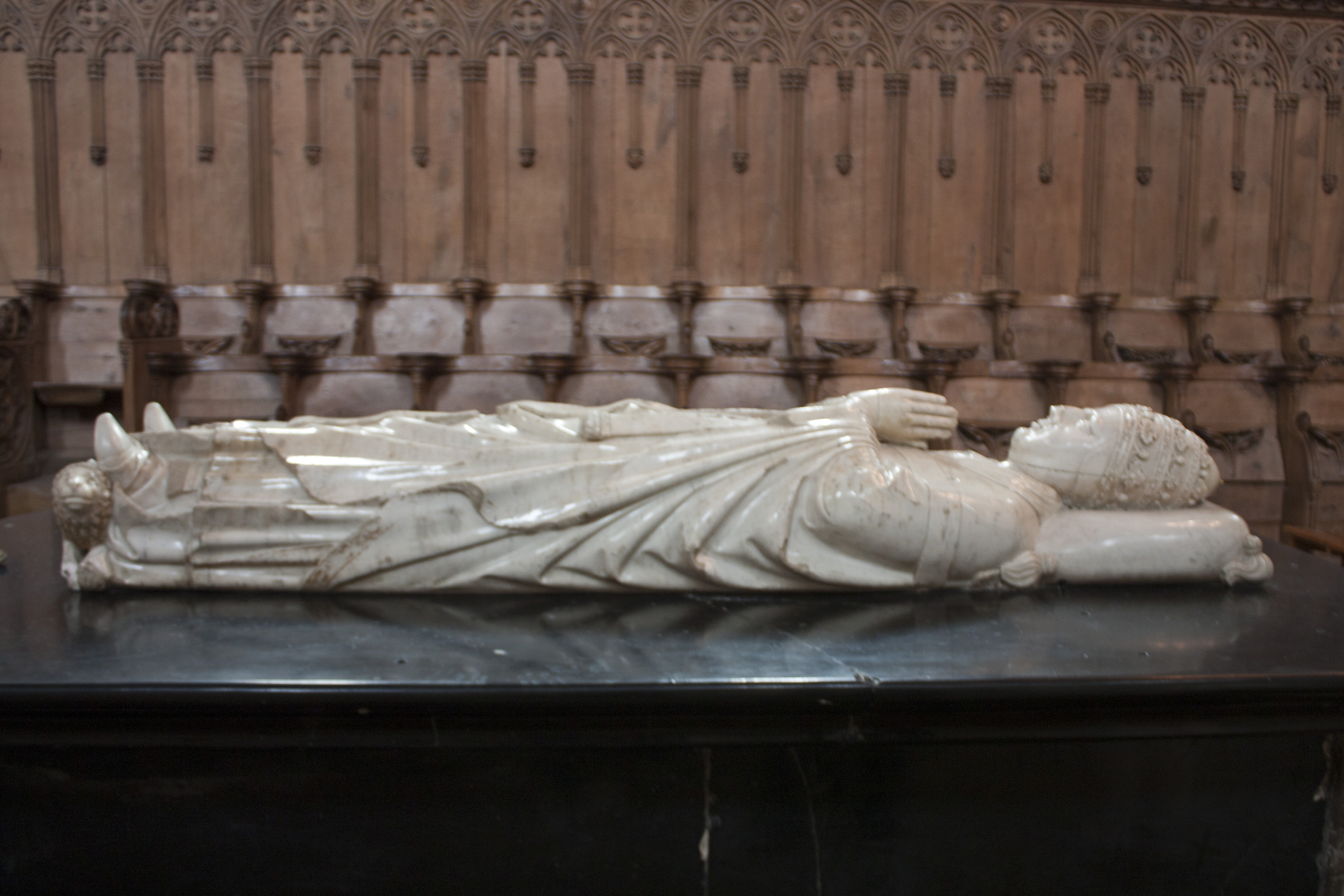
Tombeau de Clément VI.
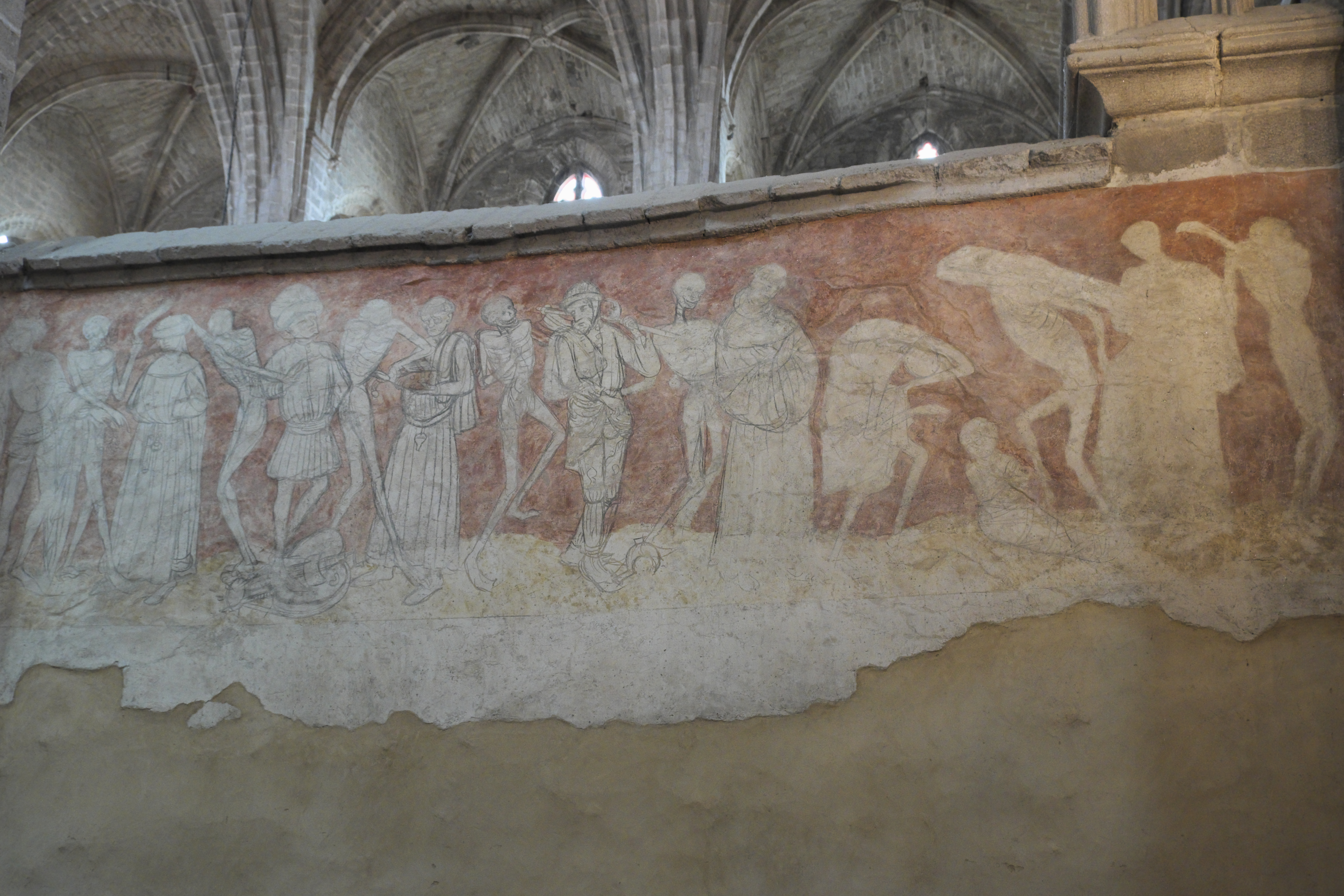
La Danse macabre (extrait).